# Olympische Sommerspiele 1996/Teilnehmer (Deutschland)
| Gelbes Symbol für Goldmedaillen mit stilisierten Olympischen Ringen | Graues Symbol für Silbermedaillen mit stilisierten Olympischen Ringen | Braundes Symbol für Bronzemedaillen mit stilisierten Olympischen Ringen |
| ------------------------------------------------------------------- | --------------------------------------------------------------------- | ----------------------------------------------------------------------- |
| 20                                                                  | 18                                                                    | 27                                                                      |

Deutschland nahm bei den Olympischen Sommerspielen 1996 in der US-amerikanischen Metropole Atlanta mit 465 Sportlern, 187 Frauen und 278 Männern, in 234 Wettbewerben in 26 Sportarten teil.
Da in den Jahren 1956 bis 1964 als „gesamtdeutsche Mannschaft“ beziehungsweise 1968 bis 1988 unter dem Namen „Bundesrepublik Deutschland“ und „Deutsche Demokratische Republik“ angetreten wurde, war es seit 1896 erst die elfte Teilnahme „Deutschlands“ bei Olympischen Sommerspielen.

## Flaggenträger
Der Fechter Arnd Schmitt trug die Flagge Deutschlands während der Eröffnungsfeier am 19. Juli im Centennial Olympic Stadium.

## Medaillen

### Medaillenspiegel
| Rang   | Sportart       | Gold | Silber | Bronze | Gesamt |
| ------ | -------------- | ---- | ------ | ------ | ------ |
| 1      | Kanurennsport  | 4    | 2      | –      | 6      |
| 2      | Reiten         | 4    | –      | –      | 4      |
| 3      | Leichtathletik | 3    | 1      | 3      | 7      |
| 4      | Schießen       | 2    | 2      | –      | 4      |
| 5      | Rudern         | 2    | 1      | 1      | 4      |
| 6      | Judo           | 1    | –      | 4      | 5      |
| 7      | Kanuslalom     | 1    | –      | 2      | 3      |
| 8      | Bahnradsport   | 1    | –      | 1      | 2      |
| 9      | Gerätturnen    | 1    | –      | –      | 1      |
| 9      | Segeln         | 1    | –      | –      | 1      |
| 11     | Schwimmen      | –    | 5      | 7      | 12     |
| 12     | Gewichtheben   | –    | 2      | 1      | 3      |
| 13     | Wasserspringen | –    | 2      | –      | 2      |
| 14     | Boxen          | –    | 1      | 3      | 4      |
| 15     | Ringen         | –    | 1      | 2      | 3      |
| 16     | Bogenschießen  | –    | 1      | –      | 1      |
| 17     | Fechten        | –    | –      | 1      | 1      |
| 17     | Tennis         | –    | –      | 1      | 1      |
| 17     | Tischtennis    | –    | –      | 1      | 1      |
| Gesamt | Gesamt         | 20   | 18     | 27     | 65     |

### Medaillengewinner
| Name/n | Sportart       | Wettkampf                            |
| --- | -------------- | ------------------------------------ |
| Gold |                |                                      |
| Jens Fiedler | Bahnradsport   | Sprint                               |
| Andreas Wecker | Gerätturnen    | Reck                                 |
| Udo Quellmalz | Judo           | Halbleichtgewicht                    |
| Ramona Portwich Manuela Mucke Birgit Fischer Anett Schuck                                                                              | Kanurennsport  | K4 500 m                             |
| Andreas Dittmer Gunar Kirchbach | Kanurennsport  | C2 1000 m                            |
| Kay Bluhm Torsten Gutsche | Kanurennsport  | K2 500 m                             |
| Detlef Hofmann Olaf Winter Thomas Reineck Mark Zabel                                                                                   | Kanurennsport  | K4 1000 m                            |
| Oliver Fix | Kanuslalom     | Einer-Kajak                          |
| Astrid Kumbernuss | Leichtathletik | Kugelstoßen                          |
| Ilke Wyludda | Leichtathletik | Diskuswurf                           |
| Lars Riedel | Leichtathletik | Diskuswurf                           |
| Isabell Werth | Reiten         | Dressur Einzel                       |
| Klaus Balkenhol Martin Schaudt Monica Theodorescu Isabell Werth                                                                        | Reiten         | Dressur Mannschaft                   |
| Ulrich Kirchhoff | Reiten         | Springreiten Einzel                  |
| Ludger Beerbaum Ulrich Kirchhoff Lars Nieberg Franke Sloothaak                                                                         | Reiten         | Springreiten Mannschaft              |
| Jana Sorgers Katrin Rutschow Kathrin Boron Kerstin Köppen                                                                              | Rudern         | Doppelvierer                         |
| André Steiner Andreas Hajek Stephan Volkert André Wilms                                                                                | Rudern         | Doppelvierer                         |
| Ralf Schumann | Schießen       | 25 m Schnellfeuerpistole             |
| Christian Klees | Schießen       | 50 m Kleinkalibergewehr liegend      |
| Jochen Schümann Thomas Flach Bernd Jäkel                                                                                               | Segeln         | Soling                               |
| Silber |                |                                      |
| Barbara Mensing Cornelia Pfohl Sandra Wagner                                                                                           | Bogenschießen  | Mannschaft                           |
| Oktay Urkal | Boxen          | Halbweltergewicht                    |
| Marc Huster | Gewichtheben   | Halbschwergewicht                    |
| Ronny Weller | Gewichtheben   | Superschwergewicht                   |
| Ramona Portwich Birgit Fischer | Kanurennsport  | K2 500 m                             |
| Kay Bluhm Torsten Gutsche | Kanurennsport  | K2 1000 m                            |
| Frank Busemann | Leichtathletik | Zehnkampf                            |
| Thomas Zander | Ringen         | Mittelgewicht griechisch-römisch     |
| Frank Richter Mark Kleinschmidt Wolfram Huhn Marc Weber Detlef Kirchhoff Thorsten Streppelhoff Ulrich Viefers Roland Baar Peter Thiede | Rudern         | Achter                               |
| Petra Horneber | Schießen       | 10 m Luftgewehr                      |
| Susanne Kiermayer | Schießen       | Doppeltrap                           |
| Sandra Völker | Schwimmen      | 100 m Freistil                       |
| Franziska van Almsick | Schwimmen      | 200 m Freistil                       |
| Dagmar Hase | Schwimmen      | 400 m Freistil                       |
| Dagmar Hase | Schwimmen      | 800 m Freistil                       |
| Franziska van Almsick Kerstin Kielgaß Anke Scholz Dagmar Hase Simone Osygus Meike Freitag                                              | Schwimmen      | 4 × 200 m Freistilstaffel            |
| Annika Walter | Wasserspringen | Turmspringen 10 m                    |
| Jan Hempel | Wasserspringen | Turmspringen 10 m                    |
| Bronze |                |                                      |
| Judith Arndt | Bahnradsport   | Einerverfolgung                      |
| Zoltan Lunka | Boxen          | Fliegengewicht                       |
| Thomas Ulrich | Boxen          | Halbschwergewicht                    |
| Luan Krasniqi | Boxen          | Schwergewicht                        |
| Sabine Bau Anja Fichtel-Mauritz Monika Weber                                                                                           | Fechten        | Florett Mannschaft                   |
| Oliver Caruso | Gewichtheben   | Mittelschwergewicht                  |
| Johanna Hagn | Judo           | Schwergewicht                        |
| Richard Trautmann | Judo           | Extraleichtgewicht                   |
| Marko Spittka | Judo           | Mittelgewicht                        |
| Frank Möller | Judo           | Schwergewicht                        |
| André Ehrenberg Michael Senft | Kanuslalom     | Zweier-Canadier                      |
| Thomas Becker | Kanuslalom     | Einer-Kajak                          |
| Uta Rohländer Linda Kisabaka Anja Rücker Grit Breuer                                                                                   | Leichtathletik | 4 × 400 m Staffel                    |
| Florian Schwarthoff | Leichtathletik | 110 m Hürden                         |
| Andrej Tiwontschik | Leichtathletik | Stabhochsprung                       |
| Arawat Sabejew | Ringen         | Schwergewicht Freistil               |
| Maik Bullmann | Ringen         | Halbschwergewicht griechisch-römisch |
| Thomas Lange | Rudern         | Einer                                |
| Sandra Völker | Schwimmen      | 50 m Freistil                        |
| Dagmar Hase | Schwimmen      | 200 m Freistil                       |
| Cathleen Rund | Schwimmen      | 200 m Rücken                         |
| Sandra Völker Simone Osygus Antje Buschschulte Franziska van Almsick Meike Freitag                                                     | Schwimmen      | 4 × 100 m Freistilstaffel            |
| Mark Warnecke | Schwimmen      | 100 m Brust                          |
| Christian Tröger Bengt Zikarsky Björn Zikarsky Mark Pinger Alexander Lüderitz                                                          | Schwimmen      | 4 × 100 m Freistilstaffel            |
| Aimo Heilmann Christian Keller Christian Tröger Steffen Zesner Konstantin Dubrovin Oliver Lampe                                        | Schwimmen      | 4 × 200 m Freistilstaffel            |
| Marc-Kevin Goellner David Prinosil | Tennis         | Doppel                               |
| Jörg Roßkopf | Tischtennis    | Einzel                               |

## Teilnehmer nach Sportarten

### Badminton
| Athleten                     | Wettbewerb | 1. Runde                     | 1. Runde                | 2. Runde      | 2. Runde               | Achtelfinale           | Achtelfinale     | Viertelfinale | Viertelfinale | Halbfinale    | Halbfinale    | Finale/Platz 3 | Finale/Platz 3 | Rang |
| Athleten                     | Wettbewerb | Gegner                       | Ergebnis                | Gegner        | Ergebnis               | Gegner                 | Ergebnis         | Gegner        | Ergebnis      | Gegner        | Ergebnis      | Gegner         | Ergebnis       | Rang |
| ---------------------------- | ---------- | ---------------------------- | ----------------------- | ------------- | ---------------------- | ---------------------- | ---------------- | ------------- | ------------- | ------------- | ------------- | -------------- | -------------- | ---- |
| Frauen                       |            |                              |                         |               |                        |                        |                  |               |               |               |               |                |                |      |
| Katrin Schmidt Kerstin Ubben | Doppel     | M. de Souza / M. Jean-Pierre | 2:0 (15:1, 15:2)        | —             | —                      | Ge F. / Gu J.          | 0:2 (3:15, 6:15) | ausgeschieden | ausgeschieden | ausgeschieden | ausgeschieden | ausgeschieden  | ausgeschieden  | 9    |
| Männer                       |            |                              |                         |               |                        |                        |                  |               |               |               |               |                |                |      |
| Michael Helber               | Einzel     | M. Korschuk                  | 2:0 (15:12, 15:1)       | Liu E.-h.     | 1:2 (15:8, 0:15, 2:15) | ausgeschieden          | ausgeschieden    | ausgeschieden | ausgeschieden | ausgeschieden | ausgeschieden | ausgeschieden  | ausgeschieden  | 17   |
| Oliver Pongratz              | Einzel     | Yu L.                        | 1:2 (5:15, 15:12, 1:15) | ausgeschieden | ausgeschieden          | ausgeschieden          | ausgeschieden    | ausgeschieden | ausgeschieden | ausgeschieden | ausgeschieden | ausgeschieden  | ausgeschieden  | 33   |
| Michael Helber Michael Keck  | Doppel     | P. Axelsson / P. Jönsson     | 2:0 (15:8, 15:13)       | —             | —                      | A. Antropow / N. Sujew | 0:2 (1:15, 7:15) | ausgeschieden | ausgeschieden | ausgeschieden | ausgeschieden | ausgeschieden  | ausgeschieden  | 9    |
| Mixed                        |            |                              |                         |               |                        |                        |                  |               |               |               |               |                |                |      |
| Karen Stechmann Michael Keck | Doppel     | J. Wright / N. Ponting       | 0:2 (10:15, 14:18)      | —             | —                      | ausgeschieden          | ausgeschieden    | ausgeschieden | ausgeschieden | ausgeschieden | ausgeschieden | ausgeschieden  | ausgeschieden  | 17   |

### Beachvolleyball
| Athleten                 | 1. Runde         | 1. Runde | 2. Runde            | 2. Runde | Hoffnungsrunde 1 | Hoffnungsrunde 1 | Hoffnungsrunde 2 | Hoffnungsrunde 2 | Achtelfinale     | Achtelfinale | Hoffnungsrunde 3  | Hoffnungsrunde 3 | Hoffnungsrunde 4   | Hoffnungsrunde 4 | Viertelfinale | Viertelfinale | Hoffnungsrunde 5 | Hoffnungsrunde 5 | Halbfinale    | Halbfinale    | Finale/Platz 3 | Finale/Platz 3 | Rang |
| Athleten                 | Gegner           | Ergebnis | Gegner              | Ergebnis | Gegner           | Ergebnis         | Gegner           | Ergebnis         | Gegner           | Ergebnis     | Gegner            | Ergebnis         | Gegner             | Ergebnis         | Gegner        | Ergebnis      | Gegner           | Ergebnis         | Gegner        | Ergebnis      | Gegner         | Ergebnis       | Rang |
| ------------------------ | ---------------- | -------- | ------------------- | -------- | ---------------- | ---------------- | ---------------- | ---------------- | ---------------- | ------------ | ----------------- | ---------------- | ------------------ | ---------------- | ------------- | ------------- | ---------------- | ---------------- | ------------- | ------------- | -------------- | -------------- | ---- |
| Frauen                   |                  |          |                     |          |                  |                  |                  |                  |                  |              |                   |                  |                    |                  |               |               |                  |                  |               |               |                |                |      |
| Beate Bühler Danja Müsch | —                | —        | Nakano / Ishizaka   | 15:8     | —                | —                | —                | —                | McPeak / Reno    | 6:15         | Berntsen / Hestad | 15:9             | Fujita / Takahashi | 4:15             | ausgeschieden | ausgeschieden | ausgeschieden    | ausgeschieden    | ausgeschieden | ausgeschieden | ausgeschieden  | ausgeschieden  | 7    |
| Männer                   |                  |          |                     |          |                  |                  |                  |                  |                  |              |                   |                  |                    |                  |               |               |                  |                  |               |               |                |                |      |
| Jörg Ahmann Axel Hager   | Takao / Setoyama | 15:8     | Kvalheim / Maaseide | 17:16    | —                | —                | —                | —                | Kiraly / Steffes | 5:15         | Child / Heese     | 7:15             | ausgeschieden      | ausgeschieden    | ausgeschieden | ausgeschieden | ausgeschieden    | ausgeschieden    | ausgeschieden | ausgeschieden | ausgeschieden  | ausgeschieden  | 9    |

### Bogenschießen
| Athleten                                     | Wettbewerb | Qualifikation | Qualifikation | 1. Runde         | 1. Runde | 2. Runde          | 2. Runde      | Achtelfinale  | Achtelfinale  | Viertelfinale | Viertelfinale | Halbfinale    | Halbfinale    | Finale/Platz 3 | Finale/Platz 3 | Rang   |
| Athleten                                     | Wettbewerb | Ringe         | Rang          | Gegner           | Ergebnis | Gegner            | Ergebnis      | Gegner        | Ergebnis      | Gegner        | Ergebnis      | Gegner        | Ergebnis      | Gegner         | Ergebnis       | Rang   |
| -------------------------------------------- | ---------- | ------------- | ------------- | ---------------- | -------- | ----------------- | ------------- | ------------- | ------------- | ------------- | ------------- | ------------- | ------------- | -------------- | -------------- | ------ |
| Frauen                                       |            |               |               |                  |          |                   |               |               |               |               |               |               |               |                |                |        |
| Barbara Mensing                              | Einzel     | 632           | 42            | J. Tutatschikowa | 150:145  | N. Saiman-Lantang | 144:141       | N. Valeeva    | 163:158       | He Y.         | 93:103        | ausgeschieden | ausgeschieden | ausgeschieden  | ausgeschieden  | 8      |
| Cornelia Pfohl                               | Einzel     | 621           | 47            | W. Sabuhina      | 152:158  | ausgeschieden     | ausgeschieden | ausgeschieden | ausgeschieden | ausgeschieden | ausgeschieden | ausgeschieden | ausgeschieden | ausgeschieden  | ausgeschieden  | 40     |
| Sandra Wagner                                | Einzel     | 640           | 24            | Lin Y.-h.        | 158:162  | ausgeschieden     | ausgeschieden | ausgeschieden | ausgeschieden | ausgeschieden | ausgeschieden | ausgeschieden | ausgeschieden | ausgeschieden  | ausgeschieden  | 34     |
| Barbara Mensing Cornelia Pfohl Sandra Wagner | Mannschaft | 1893          | 11            | —                | —        | —                 | —             | Italien       | 245:236       | China         | 232:231       | Türkei        | 239:237       | Südkorea       | 235:245        | Silber |

### Boxen
| Athleten      | Wettbewerb         | 1. Runde    | 1. Runde | Achtelfinale | Achtelfinale | Viertelfinale | Viertelfinale | Halbfinale     | Halbfinale    | Finale        | Finale        | Rang   |
| Athleten      | Wettbewerb         | Gegner      | Ergebnis | Gegner       | Ergebnis     | Gegner        | Ergebnis      | Gegner         | Ergebnis      | Gegner        | Ergebnis      | Rang   |
| ------------- | ------------------ | ----------- | -------- | ------------ | ------------ | ------------- | ------------- | -------------- | ------------- | ------------- | ------------- | ------ |
| Männer        |                    |             |          |              |              |               |               |                |               |               |               |        |
| Zoltan Lunka  | Klasse bis 51 kg   | J. Castillo | 13:7     | H. Ballo     | 18:12        | M. Assous     | 19:6          | B. Schumadilow | 18:23         | ausgeschieden | ausgeschieden | Bronze |
| Falk Huste    | Klasse bis 57 kg   | D. Burke    | 13:9     | U. Ibragimow | 8:4          | S. Todorow    | 6:14          | ausgeschieden  | ausgeschieden | ausgeschieden | ausgeschieden | 7      |
| Oktay Urkal   | Klasse bis 63,5 kg | R. Galido   | 19:2     | D. Diaz      | 14:6         | N. Mouchi     | 19:10         | F. Missaoui    | 20:6          | H. Vinent     | 13:20         | Silber |
| Markus Beyer  | Klasse bis 71 kg   | F. Vaștag   | 17:12    | G. Mizsei    | 14:6         | J. Ybrajymow  | 9:19          | ausgeschieden  | ausgeschieden | ausgeschieden | ausgeschieden | 7      |
| Sven Ottke    | Klasse bis 75 kg   | J. Mendy    | 11:4     | A. Hernández | 0:5          | ausgeschieden | ausgeschieden | ausgeschieden  | ausgeschieden | ausgeschieden | ausgeschieden | 9      |
| Thomas Ulrich | Klasse bis 81 kg   | R. Timperi  | 21:7     | I. Koné      | 24:9         | D. Andrade    | 14:7          | Lee S.-b.      | 8:12          | ausgeschieden | ausgeschieden | Bronze |
| Luan Krasniqi | Klasse bis 91 kg   | R. Chagayev | 12:4     | I. Kschinin  | 10:2         | S. Dytschkou  | 10:5          | F. Savón       | w.o.          | ausgeschieden | ausgeschieden | Bronze |
| René Monse    | Klasse über 91 kg  | —           | —        | A. El-Said   | 12:9         | A. Lesin      | 5:9           | ausgeschieden  | ausgeschieden | ausgeschieden | ausgeschieden | 6      |

### Fechten
| Athleten                                       | Wettbewerb         | 1. Runde      | 1. Runde | 2. Runde           | 2. Runde | Achtelfinale          | Achtelfinale  | Viertelfinale     | Viertelfinale | Halbfinale/Klassifikation | Halbfinale/Klassifikation | Finale/Platzierung | Finale/Platzierung | Rang   |
| Athleten                                       | Wettbewerb         | Gegner        | Ergebnis | Gegner             | Ergebnis | Gegner                | Ergebnis      | Gegner            | Ergebnis      | Gegner                    | Ergebnis                  | Gegner             | Ergebnis           | Rang   |
| ---------------------------------------------- | ------------------ | ------------- | -------- | ------------------ | -------- | --------------------- | ------------- | ----------------- | ------------- | ------------------------- | ------------------------- | ------------------ | ------------------ | ------ |
| Frauen                                         |                    |               |          |                    |          |                       |               |                   |               |                           |                           |                    |                    |        |
| Claudia Bokel                                  | Degen Einzel       | Freilos       | Freilos  | N.-K. Sidiropoulou | 15:10    | M. Zalaffi            | 8:15          | ausgeschieden     | ausgeschieden | ausgeschieden             | ausgeschieden             | ausgeschieden      | ausgeschieden      | 9      |
| Eva-Maria Ittner                               | Degen Einzel       | Freilos       | Freilos  | J. Wybornowa       | 15:7     | S. Moressée-Pichot    | 15:10         | M. Zalaffi        | 10:15         | ausgeschieden             | ausgeschieden             | ausgeschieden      | ausgeschieden      | 7      |
| Katja Nass                                     | Degen Einzel       | Freilos       | Freilos  | H. Rohi            | 15:12    | A. Hormay             | 9:15          | ausgeschieden     | ausgeschieden | ausgeschieden             | ausgeschieden             | ausgeschieden      | ausgeschieden      | 12     |
| Claudia Bokel Eva-Maria Ittner Katja Nass      | Degen Mannschaft   | —             | —        | —                  | —        | Freilos               | Freilos       | Russland          | 37:45         | Kuba                      | 40:45                     | Vereinigte Staaten | 45:37              | 7      |
| Sabine Bau                                     | Florett Einzel     | Freilos       | Freilos  | A. Ohayon          | 15:10    | A. Marsh              | 8:15          | ausgeschieden     | ausgeschieden | ausgeschieden             | ausgeschieden             | ausgeschieden      | ausgeschieden      | 12     |
| Anja Fichtel-Mauritz                           | Florett Einzel     | Freilos       | Freilos  | Liang J.           | 15:10    | A. Mohamed            | 14:15         | ausgeschieden     | ausgeschieden | ausgeschieden             | ausgeschieden             | ausgeschieden      | ausgeschieden      | 10     |
| Monika Weber-Koszto                            | Florett Einzel     | Freilos       | Freilos  | K. Felusiak        | 15:14    | L. Czuckermann-Hatuel | 15:13         | L. Modaine-Cessac | 14:15         | ausgeschieden             | ausgeschieden             | ausgeschieden      | ausgeschieden      | 5      |
| Sabine Bau Anja Fichtel-Mauritz Monika Weber   | Florett Mannschaft | —             | —        | —                  | —        | Freilos               | Freilos       | Polen             | 45:35         | Rumänien                  | 33:45                     | Ungarn             | 45:42              | Bronze |
| Männer                                         |                    |               |          |                    |          |                       |               |                   |               |                           |                           |                    |                    |        |
| Elmar Borrmann                                 | Degen Einzel       | Lee S.-k.     | 15:14    | M. Randazzo        | 15:14    | G. Imre               | 14:15         | ausgeschieden     | ausgeschieden | ausgeschieden             | ausgeschieden             | ausgeschieden      | ausgeschieden      | 16     |
| Arnd Schmitt                                   | Degen Einzel       | Freilos       | Freilos  | Chang T.-s.        | 15:13    | I. Trevejo            | 8:15          | ausgeschieden     | ausgeschieden | ausgeschieden             | ausgeschieden             | ausgeschieden      | ausgeschieden      | 10     |
| Mariusz Strzałka                               | Degen Einzel       | G. Pantelimon | 15:12    | J. Chouinard       | 15:12    | A. Mazzoni            | 15:13         | I. Kovács         | 13:15         | ausgeschieden             | ausgeschieden             | ausgeschieden      | ausgeschieden      | 8      |
| Elmar Borrmann Arnd Schmitt Mariusz Strzałka   | Degen Mannschaft   | —             | —        | —                  | —        | Freilos               | Freilos       | Estland           | 45:39         | Italien                   | 44:45                     | Frankreich         | 42:45              | 4      |
| Alexander Koch                                 | Florett Einzel     | Freilos       | Freilos  | Ye C.              | 13:15    | ausgeschieden         | ausgeschieden | ausgeschieden     | ausgeschieden | ausgeschieden             | ausgeschieden             | ausgeschieden      | ausgeschieden      | 22     |
| Uwe Römer                                      | Florett Einzel     | Freilos       | Freilos  | B. Wendt           | 15:7     | Kim Y.-h.             | 13:15         | ausgeschieden     | ausgeschieden | ausgeschieden             | ausgeschieden             | ausgeschieden      | ausgeschieden      | 11     |
| Wolfgang Wienand                               | Florett Einzel     | Freilos       | Freilos  | L. Marchetti       | 15:1     | P. Kiełpikowski       | 15:11         | R. Tucker         | 15:12         | L. Plumenail              | 9:15                      | F. Boidin          | 11:15              | 4      |
| Alexander Koch Uwe Römer Wolfgang Wienand      | Florett Mannschaft | —             | —        | —                  | —        | Freilos               | Freilos       | Polen             | 44:45         | Italien                   | 45:36                     | Ungarn             | 44:45              | 6      |
| Felix Becker                                   | Säbel Einzel       | Freilos       | Freilos  | P. Cox             | 15:12    | F. Ducheix            | 15:8          | J. Navarrete      | 7:15          | ausgeschieden             | ausgeschieden             | ausgeschieden      | ausgeschieden      | 5      |
| Frank Bleckmann                                | Säbel Einzel       | Freilos       | Freilos  | N. Jaskot          | 10:15    | ausgeschieden         | ausgeschieden | ausgeschieden     | ausgeschieden | ausgeschieden             | ausgeschieden             | ausgeschieden      | ausgeschieden      | 21     |
| Steffen Wiesinger                              | Säbel Einzel       | Freilos       | Freilos  | C. Köves           | 15:10    | T. Terenzi            | 15:8          | S. Scharikow      | 6:15          | ausgeschieden             | ausgeschieden             | ausgeschieden      | ausgeschieden      | 8      |
| Felix Becker Frank Bleckmann Steffen Wiesinger | Säbel Mannschaft   | —             | —        | —                  | —        | Freilos               | Freilos       | Italien           | 42:45         | Spanien                   | 34:45                     | Rumänien           | 42:45              | 8      |

### Fußball
| Wettbewerb              | Frauen (Spiele/Tore) |
| ----------------------- | --- |
| Athleten                | Manuela Goller (3/0) Jutta Nardenbach (3/0) Birgitt Austermühl (3/0) Kerstin Stegemann (3/0) Doris Fitschen (3/0) Dagmar Pohlmann (1/0) Martina Voss (3/0) Bettina Wiegmann (3/2) Heidi Mohr (3/1) Silvia Neid (3/0) Patricia Brocker (3/0) Katja Kraus (0/0) Sandra Minnert (3/0) Pia Wunderlich (3/1) Birgit Prinz (3/1) Renate Lingor (1/0) Tina Wunderlich (0/0) Katja Bornschein (0/0) Sandra Smisek (0/0) Christine Francke (0/0) |
| Trainer                 | Gero Bisanz |
| Gruppenphase            | Japan (3:2) Norwegen (2:3) Brasilien (1:1) |
| Halbfinale              | ausgeschieden |
| Finale/Spiel um Platz 3 | ausgeschieden |
| Rang                    | 5. Platz |

### Gewichtheben
| Athleten          | Wettbewerb         | Reißen   | Reißen | Stoßen   | Stoßen | Zweikampf | Zweikampf | Rang   |
| Athleten          | Wettbewerb         | Gewicht  | Rang   | Gewicht  | Rang   | Gewicht   | Rang      | Rang   |
| ----------------- | ------------------ | -------- | ------ | -------- | ------ | --------- | --------- | ------ |
| Männer            |                    |          |        |          |        |           |           |        |
| Andreas Behm      | Klasse bis 70 kg   | 147,5 kg | 10     | 180,0 kg | 7      | 327,5 kg  | 10        | 10     |
| Andrey Poitschke  | Klasse bis 76 kg   | 155,0 kg | 11     | 180,0 kg | 10     | 335,0 kg  | 10        | 10     |
| Ingo Steinhöfel   | Klasse bis 76 kg   | 160,0 kg | 5      | 187,5 kg | 7      | 347,5 kg  | 6         | 6      |
| Marc Huster       | Klasse bis 83 kg   | 170,0 kg | 2      | 212,5 kg | 1      | 382,5 kg  | 2         | Silber |
| Oliver Caruso     | Klasse bis 91 kg   | 175,0 kg | 4      | 215,0 kg | 1      | 390,0 kg  | 3         | Bronze |
| Igor Sadykov      | Klasse bis 99 kg   | 177,5 kg | 5      | 207,5 kg | 7      | 385,0 kg  | 7         | 7      |
| Mario Kalinke     | Klasse bis 108 kg  | 177,5 kg | 8      | 212,5 kg | 10     | 390,0 kg  | 9         | 9      |
| Dimitri Prochorow | Klasse bis 108 kg  | 175,0 kg | 12     | 215,0 kg | 6      | 390,0 kg  | 11        | 11     |
| Manfred Nerlinger | Klasse über 108 kg | 185,0 kg | 7      | 237,5 kg | 5      | 422,5 kg  | 6         | 6      |
| Ronny Weller      | Klasse über 108 kg | 200,0 kg | 1      | 255,0 kg | 2      | 455,0 kg  | 2         | Silber |

### Handball
| Wettbewerb        | Frauen (Spiele/Tore) | Männer (Spiele/Tore) |
| ----------------- | --- | --- |
| Athleten          | Andrea Bölk (4/7) Bianca Urbanke (4/6) Christine Lindemann (2/0) Csilla Elekes (3/7) Eike Bram (2/0) Emilia Luca (4/15) Eva Kiss-Györi (1/2) Franziska Heinz (4/9) Grit Jurack (4/11) Heike Murrweiss (2/5) Kathrin Blacha (0/0) Marlies Waelzer (3/13) Melanie Schliecker (2/2) Michaela Erler (4/11) Michaela Schanze (2/0) Miroslava Ritskiavitchius (4/15) | Andreas Thiel (6/0) Christian Scheffler (4/17) Christian Schwarzer (6/15) Daniel Stephan (5/9) Henning Fritz (0/0) Holger Löhr (3/10) Jan Fegter (5/14) Jan Holpert (6/0) Karsten Kohlhaas (3/7) Klaus-Dieter Petersen (6/6) Markus Baur (5/7) Martin Schmidt (3/4) Martin Schwalb (6/23) Stefan Kretzschmar (2/7) Thomas Knorr (4/13) Volker Zerbe (6/11) |
| Trainer           | Ekke Hoffmann | Arno Ehret |
| Gruppenphase      | Südkorea (20:33) Norwegen (23:28) Angola (27:12) | Brasilien (30:20) Spanien (20:22) Ägypten (22:24) Algerien (25:23) Frankreich (24:23) |
| Halbfinale        | ausgeschieden | ausgeschieden |
| Platzierungsspiel | China (26:28) | Schweiz (23:16) |
| Rang              | 6. Platz | 7. Platz |

### Hockey
| Wettbewerb       | Frauen (Spiele/Tore) | Männer (Spiele/Tore) |
| ---------------- | --- | --- |
| Athleten         | Vanessa van Kooperen (7/2) Britta Becker (7/3) Melanie Cremer (7/2) Tanja Dickenscheid (7/0) Nadine Ernsting-Krienke (7/0) Eva Hagenbäumer (7/0) Franziska Hentschel (7/2) Katrin Kauschke (7/0) Irina Kuhnt (7/0) Heike Lätzsch (7/1) Kristina Peters (7/0) Philippa Suxdorf (7/0) Simone Thomaschinski (7/0) Susanne Wollschläger (7/0) Birgit Beyer (7/0) Natascha Keller (7/0) | Christoph Bechmann (7/0) Andreas Becker (7/3) Patrick Bellenbaum (7/1) Christian Blunck (7/1) Oliver Domke (7/1) Björn Emmerling (7/0) Carsten Fischer (7/2) Volker Fried (7/0) Michael Green (7/0) Michael Knauth (7/0) Christian Mayerhöfer (7/0) Sven Meinhardt (7/3) Klaus Michler (7/0) Stefan Saliger (7/2) Jan Peter Tewes (7/0) Christopher Reitz (7/0) |
| Trainer          | Berthold Rauth | Paul Lissek |
| Gruppenphase     | Argentinien (2:0) Spanien (2:1) Australien (0:1) Niederlande (3:4) Vereinigte Staaten (1:1) Großbritannien (2:3) Südkorea (0:1) | Spanien (0:1) Indien (1:1) Pakistan (3:1) Argentinien (3:0) Vereinigte Staaten (3:0) |
| Halbfinale       | — | Niederlande (1:3) |
| Spiel um Platz 3 | ausgeschieden | Australien (2:3) |
| Rang             | 6. Platz | 4. Platz |

### Judo
| Frauen              |                   |         |         |                |         |               |               |               |               |               |               |                 |               |        |
| Jana Perlberg       | Klasse bis 48 kg  | —       | —       | Freilos        | Freilos | M. Roszkowska | L             | ausgeschieden | ausgeschieden | ausgeschieden | ausgeschieden | ausgeschieden   | ausgeschieden | 15     |
| Alexa von Schwichow | Klasse bis 52 kg  | —       | —       | Freilos        | Freilos | L. Verdecia   | L             | N. Sugawara   | L             | ausgeschieden | ausgeschieden | ausgeschieden   | ausgeschieden | 9      |
| Susann Singer       | Klasse bis 61 kg  | —       | —       | J. S.-s.       | L       | L. Pace       | W             | İ. Kobaş      | L             | ausgeschieden | ausgeschieden | ausgeschieden   | ausgeschieden | 9      |
| Anja von Rekowski   | Klasse bis 66 kg  | —       | —       | E. Pierantozzi | W       | R. Sweatman   | L             | ausgeschieden | ausgeschieden | ausgeschieden | ausgeschieden | ausgeschieden   | ausgeschieden | 14     |
| Hannah Ertel        | Klasse bis 72 kg  | —       | —       | S. Bacher      | W       | Y. Tanabe     | L             | K. Howey      | W             | D. Luna       | L             | ausgeschieden   | ausgeschieden | 7      |
| Johanna Hagn        | Klasse über 72 kg | —       | —       | A. Seriese     | W       | D. Burgatta   | W             | Sun F.        | L             | E. da Silva   | W             | B. Maksymow     | W             | Bronze |
| Johanna Hagn        | Klasse über 72 kg | —       | —       | A. Seriese     | W       | D. Burgatta   | W             | M. Rogers     | W             | E. da Silva   | W             | B. Maksymow     | W             | Bronze |
| Männer              |                   |         |         |                |         |               |               |               |               |               |               |                 |               |        |
| Richard Trautmann   | Klasse bis 60 kg  | Freilos | Freilos | C. Sunada      | W       | N. Bahirau    | W             | Kim J.-w.     | W             | G. Giovinazzo | L             | N. Oschegin     | W             | Bronze |
| Udo Quellmalz       | Klasse bis 65 kg  | Freilos | Freilos | F. Figuereo    | W       | I. Hernández  | W             | M. Almeida    | W             | P. Laats      | W             | Y. Nakamura     | W             | Gold   |
| Martin Schmidt      | Klasse bis 71 kg  | Freilos | Freilos | K. Wojdan      | W       | B. Hajtós     | W             | K. Nakamura   | L             | J. Pedro      | L             | ausgeschieden   | ausgeschieden | 7      |
| Martin Schmidt      | Klasse bis 71 kg  | Freilos | Freilos | K. Wojdan      | W       | B. Hajtós     | W             | T. Schleicher | W             | J. Pedro      | L             | ausgeschieden   | ausgeschieden | 7      |
| Stefan Dott         | Klasse bis 78 kg  | Freilos | Freilos | R. Dixon       | W       | J. Laats      | W             | I. Uznadze    | W             | D. Bouras     | L             | S. Liparteliani | L             | 5      |
| Marko Spittka       | Klasse bis 86 kg  | Freilos | Freilos | S. Alimschanow | W       | E. Zanol      | W             | N. Gill       | W             | Jeon K.-y.    | L             | H. Yoshida      | W             | Bronze |
| Detlef Knorrek      | Klasse bis 95 kg  | Freilos | Freilos | P. Soares      | L       | ausgeschieden | ausgeschieden | ausgeschieden | ausgeschieden | ausgeschieden | ausgeschieden | ausgeschieden   | ausgeschieden | 25     |
| Frank Möller        | Klasse über 95 kg | Freilos | Freilos | D. Ebbers      | W       | E. Pérez      | L             | I. Czősz      | W             | S. Kossorotow | W             | N. Ogawa        | W             | Bronze |
| Frank Möller        | Klasse über 95 kg | Freilos | Freilos | D. Ebbers      | W       | S. Tataroğlu  | W             | I. Czősz      | W             | S. Kossorotow | W             | N. Ogawa        | W             | Bronze |

### Kanu

#### Kanurennsport
| Athleten                                                  | Wettbewerb | Vorlauf      | Vorlauf | Hoffnungslauf | Hoffnungslauf | Halbfinale   | Halbfinale | Finale       | Finale | Rang   |
| Athleten                                                  | Wettbewerb | Zeit         | Rang    | Zeit          | Rang          | Zeit         | Rang       | Zeit         | Rang   | Rang   |
| --------------------------------------------------------- | ---------- | ------------ | ------- | ------------- | ------------- | ------------ | ---------- | ------------ | ------ | ------ |
| Frauen                                                    |            |              |         |               |               |              |            |              |        |        |
| Birgit Fischer                                            | K1 500 m   | 1:54,880 min | 3       | —             | —             | 1:51,863 min | 3          | 1:49,383 min | 4      | 4      |
| Ramona Portwich Birgit Fischer                            | K2 500 m   | 1:45,504 min | 1       | —             | —             | 1:43,069 min | 2          | 1:39,689 min | 2      | Silber |
| Ramona Portwich Manuela Mucke Birgit Fischer Anett Schuck | K4 500 m   | 1:37,895 min | 1       | —             | —             | —            | —          | 1:31,077 min | 1      | Gold   |
| Männer                                                    |            |              |         |               |               |              |            |              |        |        |
| Thomas Zereske                                            | C1 500 m   | 1:53,840 min | 1       | —             | —             | —            | —          | 1:52,358 min | 5      | 5      |
| Patrick Schulze                                           | C1 1000 m  | 4:21,114 min | 2       | —             | —             | —            | —          | 3:57,778 min | 4      | 4      |
| Andreas Dittmer Gunar Kirchbach                           | C2 500 m   | 1:45,145 min | 2       | —             | —             | 1:43,650 min | 2          | 1:41,760 min | 4      | 4      |
| Andreas Dittmer Gunar Kirchbach                           | C2 1000 m  | 4:00,851 min | 1       | —             | —             | —            | —          | 3:31,870 min | 1      | Gold   |
| Lutz Liwowski                                             | K1 500 m   | 1:41,079 min | 2       | —             | —             | 1:40,319 min | 1          | 1:39,307 min | 5      | 5      |
| Lutz Liwowski                                             | K2 500 m   | 3:44,776 min | 3       | —             | —             | 3:42,567 min | 3          | 3:30,025 min | 4      | 4      |
| Kay Bluhm Torsten Gutsche                                 | K2 500 m   | 1:31,361 min | 1       | —             | —             | 1:29,883 min | 1          | 1:28,697 min | 1      | Gold   |
| Kay Bluhm Torsten Gutsche                                 | K2 1000 m  | 3:39,388 min | 1       | —             | —             | 3:19,394 min | 3          | 3:10,518 min | 2      | Silber |
| Detlef Hofmann Olaf Winter Thomas Reineck Mark Zabel      | K4 1000 m  | 3:07,908 min | 1       | —             | —             | —            | —          | 2:51,528 min | 1      | Gold   |

#### Kanuslalom
| Athleten                      | Wettbewerb | Lauf 1   | Lauf 1 | Lauf 2   | Lauf 2 | Gesamt   | Gesamt | Rang   |
| Athleten                      | Wettbewerb | Zeit     | Rang   | Zeit     | Rang   | Zeit     | Rang   | Rang   |
| ----------------------------- | ---------- | -------- | ------ | -------- | ------ | -------- | ------ | ------ |
| Frauen                        |            |          |        |          |        |          |        |        |
| Elisabeth Micheler-Jones      | K1         | 176,56 s | 5      | 461,73 s | 29     | 176,56 s | 10     | 10     |
| Kordula Striepecke            | K1         | 326,63 s | 24     | 176,98 s | 8      | 176,98 s | 11     | 11     |
| Männer                        |            |          |        |          |        |          |        |        |
| Vitus Husek                   | C1         | 167,48 s | 14     | 164,29 s | 7      | 164,29 s | 12     | 12     |
| Sören Kaufmann                | C1         | 168,43 s | 15     | 177,25 s | 15     | 168,43 s | 17     | 17     |
| Martin Lang                   | C1         | 159,91 s | 5      | 167,24 s | 11     | 159,91 s | 7      | 7      |
| Manfred Berro Michael Trummer | C2         | 180,55 s | 6      | 163,72 s | 4      | 163,72 s | 4      | 4      |
| André Ehrenberg Michael Senft | C2         | 167,33 s | 1      | 163,72 s | 3      | 163,72 s | 3      | Bronze |
| Thomas Becker                 | K1         | 144,48 s | 2      | 142,79 s | 2      | 142,79 s | 3      | Bronze |
| Oliver Fix                    | K1         | 141,22 s | 1      | 209,75 s | 37     | 141,22 s | 1      | Gold   |
| Jochen Lettmann               | K1         | 145,99 s | 5      | 150,97 s | 12     | 145,99 s | 8      | 8      |

### Leichtathletik
Laufen und Gehen
| Athleten                                                                        | Wettbewerb       | Vorlauf      | Vorlauf | Viertelfinale | Viertelfinale | Halbfinale    | Halbfinale    | Finale        | Finale        | Rang          |
| Athleten                                                                        | Wettbewerb       | Zeit         | Rang    | Zeit          | Rang          | Zeit          | Rang          | Zeit          | Rang          | Rang          |
| ------------------------------------------------------------------------------- | ---------------- | ------------ | ------- | ------------- | ------------- | ------------- | ------------- | ------------- | ------------- | ------------- |
| Frauen                                                                          |                  |              |         |               |               |               |               |               |               |               |
| Silke Lichtenhagen                                                              | 100 m            | 11,30 s      | 3       | 11,53 s       | 7             | ausgeschieden | ausgeschieden | ausgeschieden | ausgeschieden | 25            |
| Melanie Paschke                                                                 | 100 m            | 11,27 s      | 2       | 11,18 s       | 4             | 11,14 s       | 6             | ausgeschieden | ausgeschieden | 10            |
| Andrea Philipp                                                                  | 100 m            | 11,32 s      | 3       | 11,38 s       | 5             | ausgeschieden | ausgeschieden | ausgeschieden | ausgeschieden | 17            |
| Melanie Paschke                                                                 | 200 m            | 22,93 s      | 3       | 22,84 s       | 3             | 22,81 s       | 6             | ausgeschieden | ausgeschieden | 12            |
| Grit Breuer                                                                     | 400 m            | 52,20 s      | 2       | 50,57 s       | 2             | 50,75 s       | 4             | 50,71 s       | 8             | 8             |
| Linda Kisabaka                                                                  | 800 m            | 1:59,56 min  | 3       | —             | —             | 1:59,23 min   | 6             | ausgeschieden | ausgeschieden | 11            |
| Sylvia Kühnemund                                                                | 1500 m           | 4:14,35 min  | 7       | —             | —             | 4:16,85 min   | 10            | ausgeschieden | ausgeschieden | 21            |
| Carmen Wüstenhagen                                                              | 1500 m           | 4:10,06 min  | 4       | —             | —             | 4:11,47 min   | 7             | ausgeschieden | ausgeschieden | 15            |
| Claudia Lokar                                                                   | 5000 m           | 15:28,35 min | 6       | —             | —             | —             | —             | ausgeschieden | ausgeschieden | 16            |
| Petra Wassiluk                                                                  | 5000 m           | 15:37,73 min | 7       | —             | —             | —             | —             | ausgeschieden | ausgeschieden | 19            |
| Kathrin Weßel                                                                   | 10.000 m         | 33:31,67 min | 13      | —             | —             | —             | —             | ausgeschieden | ausgeschieden | 28            |
| Kristin Patzwahl                                                                | 100 m Hürden     | 12,98 s      | 4       | 12,91 s       | 3             | 13,05 s       | 7             | ausgeschieden | ausgeschieden | 15            |
| Birgit Wolf                                                                     | 100 m Hürden     | 13,16 s      | 5       | 13,08 s       | 5             | ausgeschieden | ausgeschieden | ausgeschieden | ausgeschieden | 25            |
| Heike Meißner                                                                   | 400 m Hürden     | 55,05 s      | 2       | —             | —             | 54,27 s       | 3             | 54,03 s       | 5             | 5             |
| Silvia Rieger                                                                   | 400 m Hürden     | 55,33 s      | 3       | —             | —             | 54,27 s       | 2             | 54,57 s       | 8             | 8             |
| Katrin Dörre-Heinig                                                             | Marathon         | —            | —       | —             | —             | —             | —             | 2:28:45 h     | 4             | 4             |
| Sonja Krolik                                                                    | Marathon         | —            | —       | —             | —             | —             | —             | 2:31:16 h     | 8             | 8             |
| Uta Pippig                                                                      | Marathon         | —            | —       | —             | —             | —             | —             | DNF           | DNF           | DNF           |
| Kathrin Boyde                                                                   | 10 km Gehen      | —            | —       | —             | —             | —             | —             | 44:50 min     | 15            | 15            |
| Beate Gummelt                                                                   | 10 km Gehen      | —            | —       | —             | —             | —             | —             | DSQ           | DSQ           | DSQ           |
| Andrea Philipp Silke Lichtenhagen Melanie Paschke Silke Knoll                   | 4 × 100 m        | DNF          | DNF     | —             | —             | —             | —             | ausgeschieden | ausgeschieden | ausgeschieden |
| Uta Rohländer Linda Kisabaka Anja Rücker Grit Breuer                            | 4 × 400 m        | 3:24,08 min  | 1       | —             | —             | —             | —             | 3:21,14 min   | 3             | Bronze        |
| Männer                                                                          |                  |              |         |               |               |               |               |               |               |               |
| Marc Blume                                                                      | 100 m            | 10,33 s      | 3       | 10,33 s       | 6             | ausgeschieden | ausgeschieden | ausgeschieden | ausgeschieden | 26            |
| Joachim Dehmel                                                                  | 800 m            | 1:47,12 min  | 5       | —             | —             | ausgeschieden | ausgeschieden | ausgeschieden | ausgeschieden | 17            |
| Nico Motchebon                                                                  | 800 m            | 1:45,82 min  | 2       | —             | —             | 1:45,40 min   | 2             | 1:43,91 min   | 5             | 5             |
| Michael Gottschalk                                                              | 1500 m           | 3:56,46 min  | 11      | —             | —             | ausgeschieden | ausgeschieden | ausgeschieden | ausgeschieden | 53            |
| Dieter Baumann                                                                  | 5000 m           | 13:52,00 min | 6       | —             | —             | 14:03,75 min  | 3             | 13:08,81 min  | 4             | 4             |
| Stéphane Franke                                                                 | 5000 m           | 14:06,34 min | 10      | —             | —             | 13:40,94 min  | 9             | 13:44,64 min  | 14            | 14            |
| Stéphane Franke                                                                 | 10.000 m         | 28:24,30 min | 7       | —             | —             | —             | —             | 27:59,08 min  | 9             | 9             |
| Claude Edorh                                                                    | 110 m Hürden     | 13,74 s      | 4       | 13,64 s       | 6             | ausgeschieden | ausgeschieden | ausgeschieden | ausgeschieden | 24            |
| Eric Kaiser                                                                     | 110 m Hürden     | 13,64 s      | 2       | DNF           | DNF           | 13,59 s       | 8             | ausgeschieden | ausgeschieden | 14            |
| Florian Schwarthoff                                                             | 110 m Hürden     | 13,39 s      | 1       | 13,27 s       | 2             | 13,13 s       | 1             | 13,17 s       | 3             | Bronze        |
| Kim Bauermeister                                                                | 3000 m Hindernis | 8:36,86 min  | 8       | —             | —             | 8:51,83 min   | 12            | ausgeschieden | ausgeschieden | 24            |
| Steffen Brand                                                                   | 3000 m Hindernis | 8:31,18 min  | 4       | —             | —             | 8:19,11 min   | 3             | 8:18,52 min   | 6             | 6             |
| Martin Strege                                                                   | 3000 m Hindernis | 8:32,76 min  | 6       | —             | —             | 8:27,99 min   | 5             | 8:30,31 min   | 10            | 10            |
| Konrad Dobler                                                                   | Marathon         | —            | —       | —             | —             | —             | —             | 2:21:12 h     | 48            | 48            |
| Stephan Freigang                                                                | Marathon         | —            | —       | —             | —             | —             | —             | DNF           | DNF           | DNF           |
| Nischan Daimer                                                                  | 20 km Gehen      | —            | —       | —             | —             | —             | —             | 1:23:23 h     | 14            | 14            |
| Andreas Erm                                                                     | 20 km Gehen      | —            | —       | —             | —             | —             | —             | 1:25:08 h     | 23            | 23            |
| Robert Ihly                                                                     | 20 km Gehen      | —            | —       | —             | —             | —             | —             | 1:23:47 h     | 16            | 16            |
| Axel Noack                                                                      | 50 km Gehen      | —            | —       | —             | —             | —             | —             | 3:51:55 h     | 12            | 12            |
| Thomas Wallstab                                                                 | 50 km Gehen      | —            | —       | —             | —             | —             | —             | 3:54:48 h     | 15            | 15            |
| Ronald Weigel                                                                   | 50 km Gehen      | —            | —       | —             | —             | —             | —             | DNF           | DNF           | DNF           |
| Michael Huke Marc Blume Holger Blume Florian Schwarthoff Andreas Ruth (Vorlauf) | 4 × 100 m        | 38,77 s      | 2       | —             | —             | DNF           | DNF           | ausgeschieden | ausgeschieden | ausgeschieden |
| Rico Lieder Andreas Hein Kai Karsten Thomas Schönlebe                           | 4 × 400 m        | 3:05,16 min  | 4       | —             | —             | ausgeschieden | ausgeschieden | ausgeschieden | ausgeschieden | 17            |

Springen und Werfen
| Athleten           | Wettbewerb     | Qualifikation | Qualifikation | Finale        | Finale        | Rang          |
| Athleten           | Wettbewerb     | Weite/Höhe    | Rang          | Weite/Höhe    | Rang          | Rang          |
| ------------------ | -------------- | ------------- | ------------- | ------------- | ------------- | ------------- |
| Frauen             |                |               |               |               |               |               |
| Alina Astafei      | Hochsprung     | 1,93 m        | 1             | 1,96 m        | 5             | 5             |
| Petra Lobinger     | Dreisprung     | NM            | NM            | ausgeschieden | ausgeschieden | ausgeschieden |
| Astrid Kumbernuss  | Kugelstoßen    | 19,93 m       | 1             | 20,56 m       | 1             | Gold          |
| Kathrin Neimke     | Kugelstoßen    | 19,02 m       | 8             | 18,92 m       | 7             | 7             |
| Stephanie Storp    | Kugelstoßen    | 19,29 m       | 3             | 19,06 m       | 6             | 6             |
| Franka Dietzsch    | Diskuswurf     | 63,94 m       | 3             | 65,48 m       | 4             | 4             |
| Anja Gündler       | Diskuswurf     | 63,80 m       | 4             | 61,16 m       | 11            | 11            |
| Ilke Wyludda       | Diskuswurf     | 66,78 m       | 1             | 69,66 m       | 1             | Gold          |
| Karen Forkel       | Speerwurf      | 60,84 m       | 11            | 64,18 m       | 6             | 6             |
| Steffi Nerius      | Speerwurf      | 60,98 m       | 10            | 60,20 m       | 9             | 9             |
| Silke Renk         | Speerwurf      | 59,70 m       | 13            | ausgeschieden | ausgeschieden | 13            |
| Männer             |                |               |               |               |               |               |
| Wolfgang Kreißig   | Hochsprung     | 2,28 m        | 11            | 2,29 m        | 9             | 9             |
| Tim Lobinger       | Stabhochsprung | 5,70 m        | 1             | 5,80 m        | 7             | 7             |
| Michael Stolle     | Stabhochsprung | 5,70 m        | 10            | 5,70 m        | 9             | 9             |
| Andrej Tiwontschik | Stabhochsprung | 5,70 m        | 9             | 5,92 m        | 3             | Bronze        |
| Georg Ackermann    | Weitsprung     | 7,86 m        | 21            | ausgeschieden | ausgeschieden | 21            |
| Hans-Peter Lott    | Weitsprung     | NM            | NM            | ausgeschieden | ausgeschieden | ausgeschieden |
| Charles Friedek    | Dreisprung     | 16,71 m       | 14            | ausgeschieden | ausgeschieden | 14            |
| Oliver-Sven Buder  | Kugelstoßen    | 20,43 m       | 3             | 20,51 m       | 5             | 5             |
| Michael Mertens    | Kugelstoßen    | 19,07 m       | 16            | ausgeschieden | ausgeschieden | 16            |
| Dirk Urban         | Kugelstoßen    | 19,39 m       | 13            | ausgeschieden | ausgeschieden | 13            |
| Michael Möllenbeck | Diskuswurf     | 55,18 m       | 35            | ausgeschieden | ausgeschieden | 35            |
| Lars Riedel        | Diskuswurf     | 64,66 m       | 1             | 69,40 m       | 1             | Gold          |
| Jürgen Schult      | Diskuswurf     | 62,58 m       | 8             | 64,62 m       | 6             | 6             |
| Claus Dethloff     | Hammerwurf     | 74,60 m       | 14            | ausgeschieden | ausgeschieden | 14            |
| Karsten Kobs       | Hammerwurf     | 74,20 m       | 18            | ausgeschieden | ausgeschieden | 18            |
| Heinz Weis         | Hammerwurf     | 77,84 m       | 4             | 79,78 m       | 5             | 5             |
| Peter Blank        | Speerwurf      | 82,69 m       | 9             | 81,82 m       | 9             | 9             |
| Raymond Hecht      | Speerwurf      | 83,24 m       | 7             | 86,88 m       | 4             | 4             |
| Boris Henry        | Speerwurf      | 83,22 m       | 8             | 85,68 m       | 5             | 5             |

Mehrkampf 
| Athletinnen   | 100 m Hürden | 100 m Hürden | Hochsprung | Hochsprung | Kugelstoßen | Kugelstoßen | 200 m   | 200 m  | Weitsprung | Weitsprung | Speerwurf | Speerwurf | 800 m       | 800 m  | Punkte | Rang |
| Athletinnen   | Zeit         | Punkte       | Höhe       | Punkte     | Weite       | Punkte      | Zeit    | Punkte | Weite      | Punkte     | Weite     | Punkte    | Zeit        | Punkte | Punkte | Rang |
| ------------- | ------------ | ------------ | ---------- | ---------- | ----------- | ----------- | ------- | ------ | ---------- | ---------- | --------- | --------- | ----------- | ------ | ------ | ---- |
| Siebenkampf   |              |              |            |            |             |             |         |        |            |            |           |           |             |        |        |      |
| Peggy Beer    | 13,52 s      | 1047         | 1,74 m     | 903        | 13,65 m     | 771         | 24,64 s | 920    | 6,09 m     | 877        | 46,72 m   | 797       | 2:13,15 min | 919    | 6234   | 13   |
| Sabine Braun  | 13,55 s      | 1043         | 1,83 m     | 1016       | 14,48 m     | 826         | 24,89 s | 897    | 6,21 m     | 915        | 48,72 m   | 835       | 2:22,87 min | 785    | 6317   | 7    |
| Mona Steigauf | 13,22 s      | 1091         | 1,77 m     | 941        | 12,35 m     | 684         | 24,50 s | 933    | 6,47 m     | 997        | 42,40 m   | 713       | 2:15,44 min | 887    | 6246   | 11   |

| Athleten          | 100 m   | 100 m | Weitsprung | Weitsprung | Kugelstoßen | Kugelstoßen | Hochsprung | Hochsprung | 400 m   | 400 m | 110 m Hürden | 110 m Hürden | Diskuswurf | Diskuswurf | Stabhochsprung | Stabhochsprung | Speerwurf | Speerwurf | 1500 m      | 1500 m | Punkte | Rang   |
| Athleten          | Zeit    | Pkte. | Weite      | Pkte.      | Weite       | Pkte.       | Höhe       | Pkte.      | Zeit    | Pkte. | Zeit         | Pkte.        | Weite      | Pkte.      | Höhe           | Pkte.          | Weite     | Pkte.     | Zeit        | Pkte.  | Punkte | Rang   |
| ----------------- | ------- | ----- | ---------- | ---------- | ----------- | ----------- | ---------- | ---------- | ------- | ----- | ------------ | ------------ | ---------- | ---------- | -------------- | -------------- | --------- | --------- | ----------- | ------ | ------ | ------ |
| Zehnkampf         |         |       |            |            |             |             |            |            |         |       |              |              |            |            |                |                |           |           |             |        |        |        |
| Frank Busemann    | 10,60 s | 952   | 8,07 m     | 1079       | 13,60 m     | 704         | 2,04 m     | 840        | 48,34 s | 893   | 13,47 s      | 1044         | 45,04 m    | 768        | 4,80 m         | 849            | 66,86 m   | 842       | 4:31,41 min | 735    | 8706   | Silber |
| Frank Müller      | 10,95 s | 872   | 7,25 m     | 874        | 14,69 m     | 771         | 1,95 m     | 758        | 49,05 s | 859   | 14,86 s      | 867          | 45,90 m    | 785        | 5,10 m         | 941            | 66,10 m   | 830       | 4:37,50 min | 696    | 8253   | 14     |
| Dirk-Achim Pajonk | 10,67 s | 935   | 7,50 m     | 935        | 14,46 m     | 757         | 1,95 m     | 758        | 48,81 s | 870   | 14,79 s      | 875          | 41,94 m    | 704        | 4,50 m         | 760            | 54,16 m   | 650       | 4:21,62 min | 801    | 8045   | 20     |

### Radsport

#### Bahn
Punktefahren
| Athleten     | Wettbewerb   | Runden    | Punkte | Rang |
| ------------ | ------------ | --------- | ------ | ---- |
| Frauen       |              |           |        |      |
| Judith Arndt | Punktefahren | ±0 Runden | 2      | 13   |
| Männer       |              |           |        |      |
| Guido Fulst  | Punktefahren | −1 Runde  | 7      | 10   |

Sprint
| Athleten       | Wettbewerb | Qualifikation | Qualifikation | 1. Runde            | 1. Runde | 1. Runde Hoffnungslauf | 1. Runde Hoffnungslauf | 2. Runde       | 2. Runde | 2. Runde Hoffnungslauf | 2. Runde Hoffnungslauf | Achtelfinale | Achtelfinale | Achtelfinale Hoffnungslauf | Achtelfinale Hoffnungslauf | Viertelfinale | Viertelfinale | Halbfinale   | Halbfinale | Finale                         | Finale   | Rang |
| Athleten       | Wettbewerb | Zeit          | Rang          | Gegner              | Zeit     | Gegner                 | Zeit                   | Gegner         | Zeit     | Gegner                 | Zeit                   | Gegner       | Zeit         | Gegner                     | Zeit                       | Gegner        | Ergebnis      | Gegner       | Ergebnis   | Gegner                         | Ergebnis | Rang |
| -------------- | ---------- | ------------- | ------------- | ------------------- | -------- | ---------------------- | ---------------------- | -------------- | -------- | ---------------------- | ---------------------- | ------------ | ------------ | -------------------------- | -------------------------- | ------------- | ------------- | ------------ | ---------- | ------------------------------ | -------- | ---- |
| Frauen         |            |               |               |                     |          |                        |                        |                |          |                        |                        |              |              |                            |                            |               |               |              |            |                                |          |      |
| Annett Neumann | Sprint     | 11,536 s      | 6             | C. Paraskevin-Young | 12,078 s | —                      | —                      | —              | —        | —                      | —                      | —            | —            | —                          | —                          | O. Grischina  | 2:1           | F. Ballanger | 0:2        | I. Haringa                     | 1:2      | 4    |
| Männer         |            |               |               |                     |          |                        |                        |                |          |                        |                        |              |              |                            |                            |               |               |              |            |                                |          |      |
| Jens Fiedler   | Sprint     | 10,232 s      | 4             | G. Capitano         | 11,722 s | —                      | —                      | J. A. Escudero | 10,597 s | —                      | —                      | V. Bērziņš   | 10,808 s     | —                          | —                          | F. Rousseau   | 2:0           | G. Neiwand   | 2:0        | M. Nothstein                   | 2:0      | Gold |
| Eyk Pokorny    | Sprint     | 10,233 s      | 5             | P. Bazálik          | 10,955 s | —                      | —                      | J. Moreno      | 10,966 s | —                      | —                      | F. Rousseau  | 10,828 s     | R. Chiappa, J. Moreno      | 10,982 s                   | G. Neiwand    | 0:2           | —            | —          | D. Hill, F. Magné, F. Rousseau | 11,072 s | 7    |

Einer- und Teamverfolgung
| Athleten                                           | Wettbewerb      | Qualifikation | Qualifikation | Viertelfinale | Viertelfinale | Halbfinale    | Halbfinale    | Finals        | Finals        | Rang   |
| Athleten                                           | Wettbewerb      | Zeit          | Rang          | Gegner        | Zeit          | Gegner        | Zeit          | Gegner        | Zeit          | Rang   |
| -------------------------------------------------- | --------------- | ------------- | ------------- | ------------- | ------------- | ------------- | ------------- | ------------- | ------------- | ------ |
| Frauen                                             |                 |               |               |               |               |               |               |               |               |        |
| Judith Arndt                                       | Einerverfolgung | 3:40,335 min  | 5             | R. Twigg      | 3:38,898 min  | M. Clignet    | 3:38,744 min  | ausgeschieden | ausgeschieden | Bronze |
| Männer                                             |                 |               |               |               |               |               |               |               |               |        |
| Heiko Szonn                                        | Einerverfolgung | 4:29,931 min  | 6             | A. Markow     | 4:31,583 min  | ausgeschieden | ausgeschieden | ausgeschieden | ausgeschieden | 4      |
| Robert Bartko Guido Fulst Danilo Hondo Heiko Szonn | Teamverfolgung  | 4:15,140 min  | 9             | ausgeschieden | ausgeschieden | ausgeschieden | ausgeschieden | ausgeschieden | ausgeschieden | 9      |

Zeitfahren
| Athleten       | Wettbewerb | Zeit         | Rang |
| -------------- | ---------- | ------------ | ---- |
| Männer         |            |              |      |
| Sören Lausberg | 1000 m     | 1:03,514 min | 4    |

#### Straße
| Athleten      | Wettbewerb       | Zeit      | Rang |
| ------------- | ---------------- | --------- | ---- |
| Frauen        |                  |           |      |
| Vera Hohlfeld | Straßenrennen    | 2:37:06 h | 4    |
| Männer        |                  |           |      |
| Rolf Aldag    | Straßenrennen    | 4:56:44 h | 28   |
| Olaf Ludwig   | Straßenrennen    | 4:56:32 h | 16   |
| Uwe Peschel   | Straßenrennen    | DNF       | DNF  |
| Uwe Peschel   | Einzelzeitfahren | 1:07:33 h | 12   |
| Michael Rich  | Straßenrennen    | DNF       | DNF  |
| Michael Rich  | Einzelzeitfahren | 1:07:08 h | 10   |
| Erik Zabel    | Straßenrennen    | 4:56:43 h | 20   |

#### Mountainbike
| Athleten       | Wettbewerb    | Zeit      | Rang |
| -------------- | ------------- | --------- | ---- |
| Frauen         |               |           |      |
| Regina Marunde | Cross-Country | 1:57:21 h | 7    |
| Männer         |               |           |      |
| Ralph Berner   | Cross-Country | 2:27:45 h | 10   |
| Mike Kluge     | Cross-Country | DNF       | DNF  |

### Reiten

#### Dressurreiten
| Athleten | Wettbewerb | Grand Prix (Qualifikation) | Grand Prix (Qualifikation) | GP Spécial     | GP Spécial | GP Kür         | GP Kür | Ergebnis | Rang |
| Athleten | Wettbewerb | Prozent/Punkte             | Rang                       | Prozent/Punkte | Rang       | Prozent/Punkte | Rang   | Ergebnis | Rang |
| --- | ---------- | -------------------------- | -------------------------- | -------------- | ---------- | -------------- | ------ | -------- | ---- |
| Klaus Balkenhol mit Goldstern                                                                                           | Einzel     | 71,72 %                    | 6                          | 73,81 %        | 6          | 76,28 %        | 5      | 221,81 % | 6    |
| Monica Theodorescu mit Grunox                                                                                           | Einzel     | 73,80 %                    | 5                          | 73,91 %        | 5          | 76,85 %        | 3      | 224,56 % | 4    |
| Nicole Uphoff-Becker mit Rembrandt                                                                                      | Einzel     | 70,04 %                    | 9                          | 73,02 %        | 8          | DNS            | DNS    | 143,06 % | 14   |
| Isabell Werth mit Gigolo                                                                                                | Einzel     | 76,60 %                    | 1                          | 75,49 %        | 2          | 83,00 %        | 1      | 235,09 % | Gold |
| Klaus Balkenhol mit Goldstern Monica Theodorescu mit Grunox Nicole Uphoff-Becker mit Rembrandt Isabell Werth mit Gigolo | Mannschaft | —                          | —                          | —              | —          | —              | —      | 5553     | Gold |

#### Springreiten
| Athleten | Wettbewerb | Strafpunkte   | Strafpunkte      | Strafpunkte      | Strafpunkte   | Strafpunkte   | Strafpunkte   | Rang |
| Athleten | Wettbewerb | Einzelwertung | Einzelwertung    | Einzelwertung    | Nationenpreis | Nationenpreis | Nationenpreis | Rang |
| Athleten | Wettbewerb | Qualifikation | Finale           | Stechen          | 1. Umlauf     | 2. Umlauf     | Gesamt        | Rang |
| --- | ---------- | ------------- | ---------------- | ---------------- | ------------- | ------------- | ------------- | ---- |
| Ludger Beerbaum mit Ratina Z                                                                                            | Einzel     | 0,25          | nicht angetreten | nicht angetreten | —             | —             | —             | 26   |
| Ulrich Kirchhoff mit Jus de Pommes                                                                                      | Einzel     | 5,50          | 1                | —                | —             | —             | —             | Gold |
| Lars Nieberg mit For Pleasure                                                                                           | Einzel     | 20            | 16               | —                | —             | —             | —             | 20   |
| Franke Sloothaak mit Joly                                                                                               | Einzel     | DNF           | DNF              | DNF              | —             | —             | —             | –    |
| Ludger Beerbaum mit Ratina Z Ulrich Kirchhoff mit Jus de Pommes Lars Nieberg mit For Pleasure Franke Sloothaak mit Joly | Mannschaft | —             | —                | —                | 0,75          | 1             | 1,75          | Gold |

#### Vielseitigkeitsreiten
| Athleten | Wettbewerb | Minuspunkte Dressur | Minuspunkte Gelände | Minuspunkte Springen | Minuspunkte Gesamt | Rang |
| --- | ---------- | ------------------- | ------------------- | -------------------- | ------------------ | ---- |
| Herbert Blöcker mit Kiwi Dream | Einzel     | 42,40               | 111,20              | 6,50                 | 160,10             | 16   |
| Peter Thomsen mit White Girl 3 | Einzel     | 53,60               | DNF                 | DNF                  | DNF                | DNF  |
| Hendrik von Paepcke mit Amadeus 18 | Einzel     | 56,20               | 26,00               | 5,00                 | 87,20              | 7    |
| Bodo Battenberg mit Sam the Man Jürgen Blum mit Brownie McGee Ralf Ehrenbrink mit Connection L Bettina Overesch-Böker mit Watermill Stream | Mannschaft | 145,00              | DNF                 | DNF                  | 1204,15            | 9    |

### Ringen

#### Freistil
Legende: G = Gewonnen, V = Verloren, S = Schultersieg
| Athleten          | Wettbewerb        | 1. Runde      | 1. Runde | Achtelfinale   | Achtelfinale | Viertelfinale | Viertelfinale | Halbfinale     | Halbfinale    | Hoffnungsrunde Runde 1 | Hoffnungsrunde Runde 1 | Hoffnungsrunde Runde 2 | Hoffnungsrunde Runde 2 | Hoffnungsrunde Runde 3 | Hoffnungsrunde Runde 3 | Hoffnungsrunde Runde 4 | Hoffnungsrunde Runde 4 | Hoffnungsrunde Runde 5 | Hoffnungsrunde Runde 5 | Finale        | Finale        | Rang   |
| Athleten          | Wettbewerb        | Gegner        | Ergebnis | Gegner         | Ergebnis     | Gegner        | Ergebnis      | Gegner         | Ergebnis      | Gegner                 | Ergebnis               | Gegner                 | Ergebnis               | Gegner                 | Ergebnis               | Gegner                 | Ergebnis               | Gegner                 | Ergebnis               | Gegner        | Ergebnis      | Rang   |
| ----------------- | ----------------- | ------------- | -------- | -------------- | ------------ | ------------- | ------------- | -------------- | ------------- | ---------------------- | ---------------------- | ---------------------- | ---------------------- | ---------------------- | ---------------------- | ---------------------- | ---------------------- | ---------------------- | ---------------------- | ------------- | ------------- | ------ |
| Männer            |                   |               |          |                |              |               |               |                |               |                        |                        |                        |                        |                        |                        |                        |                        |                        |                        |               |               |        |
| Jürgen Scheibe    | Klasse bis 62 kg  | M. Calder     | G 4:2    | M. Asisow      | V 2:8        | ausgeschieden | ausgeschieden | ausgeschieden  | ausgeschieden | —                      | —                      | S. Smal                | V 1:8                  | ausgeschieden          | ausgeschieden          | ausgeschieden          | ausgeschieden          | ausgeschieden          | ausgeschieden          | ausgeschieden | ausgeschieden | 13     |
| Alexander Leipold | Klasse bis 74 kg  | L. Loizidis   | G 6:0    | B. Saitijew    | V 1:3        | ausgeschieden | ausgeschieden | ausgeschieden  | ausgeschieden | —                      | —                      | —                      | —                      | D. Hohl                | G 10:2                 | M. Haciyev             | G 3:0                  | P. Paskalew            | V 4:8                  | K. Monday     | G 0:0         | 5      |
| Heiko Balz        | Klasse bis 90 kg  | B. Renney     | G 11:1   | D. Tedejew     | V 1:4        | ausgeschieden | ausgeschieden | ausgeschieden  | ausgeschieden | —                      | —                      | I. Bajramukow          | V 0:3                  | ausgeschieden          | ausgeschieden          | ausgeschieden          | ausgeschieden          | ausgeschieden          | ausgeschieden          | ausgeschieden | ausgeschieden | 12     |
| Arawat Sabejew    | Klasse bis 100 kg | S. Kawaleuski | G 3:0    | S. Murtasalyew | V 3:13       | ausgeschieden | ausgeschieden | ausgeschieden  | ausgeschieden | —                      | —                      | D. Məhəmmədov          | G 3:1                  | W. Morales             | G 3:2                  | —                      | —                      | K. Alexandrow          | G 10:0                 | S. Kawaleuski | G 7:4         | Bronze |
| Sven Thiele       | Klasse bis 130 kg | A. Kowalewski | G 1:0    | Feng A.        | G 1:1        | —             | —             | A. Mjadswedseu | V 0:0         | —                      | —                      | —                      | —                      | —                      | —                      | —                      | —                      | B. Baumgartner         | V 0:3                  | A. Kowalewski | V 1:3         | 6      |

#### Griechisch-Römisch
Legende: G = Gewonnen, V = Verloren, S = Schultersieg
| Athleten             | Wettbewerb        | 1. Runde      | 1. Runde | Achtelfinale  | Achtelfinale  | Viertelfinale | Viertelfinale | Halbfinale       | Halbfinale    | Hoffnungsrunde Runde 1 | Hoffnungsrunde Runde 1 | Hoffnungsrunde Runde 2 | Hoffnungsrunde Runde 2 | Hoffnungsrunde Runde 3 | Hoffnungsrunde Runde 3 | Hoffnungsrunde Runde 4 | Hoffnungsrunde Runde 4 | Hoffnungsrunde Runde 5 | Hoffnungsrunde Runde 5 | Finale        | Finale        | Rang   |
| Athleten             | Wettbewerb        | Gegner        | Ergebnis | Gegner        | Ergebnis      | Gegner        | Ergebnis      | Gegner           | Ergebnis      | Gegner                 | Ergebnis               | Gegner                 | Ergebnis               | Gegner                 | Ergebnis               | Gegner                 | Ergebnis               | Gegner                 | Ergebnis               | Gegner        | Ergebnis      | Rang   |
| -------------------- | ----------------- | ------------- | -------- | ------------- | ------------- | ------------- | ------------- | ---------------- | ------------- | ---------------------- | ---------------------- | ---------------------- | ---------------------- | ---------------------- | ---------------------- | ---------------------- | ---------------------- | ---------------------- | ---------------------- | ------------- | ------------- | ------ |
| Männer               |                   |               |          |               |               |               |               |                  |               |                        |                        |                        |                        |                        |                        |                        |                        |                        |                        |               |               |        |
| Oleg Kutscherenko    | Klasse bis 48 kg  | T. Zahidov    | G 10:0   | W. Sánchez    | V 1:1         | ausgeschieden | ausgeschieden | ausgeschieden    | ausgeschieden | —                      | —                      | Kang Y.-g.             | V 0:3                  | ausgeschieden          | ausgeschieden          | ausgeschieden          | ausgeschieden          | ausgeschieden          | ausgeschieden          | ausgeschieden | ausgeschieden | 12     |
| Alfred Ter-Mkrtchyan | Klasse bis 52 kg  | K. El-Farej   | V 1:3    | ausgeschieden | ausgeschieden | ausgeschieden | ausgeschieden | ausgeschieden    | ausgeschieden | J. Rønningen           | G 9:0                  | R. Vartanovas          | G 8:0                  | A. Kalaschnykow        | V/S 0:3                | ausgeschieden          | ausgeschieden          | ausgeschieden          | ausgeschieden          | ausgeschieden | ausgeschieden | 9      |
| Rıfat Yıldız         | Klasse bis 57 kg  | A. Fernández  | G 12:0   | L. Sarmiento  | G 4:1         | —             | —             | J. Melnitschenko | V 0:3         | —                      | —                      | —                      | —                      | —                      | —                      | —                      | —                      | R. Chakymow            | V 2:3                  | L. Sarmiento  | G 0:0         | 5      |
| Erik Hahn            | Klasse bis 74 kg  | U. Kapitau    | G 4:2    | A. Dsyhassow  | V 1:2         | ausgeschieden | ausgeschieden | ausgeschieden    | ausgeschieden | —                      | —                      | T. Katayama            | G 5:2                  | T. Berzicza            | G 3:1                  | —                      | —                      | M. Iskandarjan         | G 8:5                  | J. Tracz      | V 2:4         | 4      |
| Thomas Zander        | Klasse bis 82 kg  | F. Isisola    | G 10:0   | S. Zwir       | G DQ          | —             | —             | G. Ziziaschwili  | G 3:1         | —                      | —                      | —                      | —                      | —                      | —                      | —                      | —                      | —                      | —                      | H. Yerlikaya  | V 0:3         | Silber |
| Maik Bullmann        | Klasse bis 90 kg  | M. Abdulharis | G 3:0    | A. Sidarenka  | G 1:0         | W. Olijnyk    | V 2:4         | ausgeschieden    | ausgeschieden | —                      | —                      | —                      | —                      | C. Dimitrow            | S 11:0                 | D. Waldroup            | G 4:0                  | H. Başar               | S 4:0                  | A. Sidarenka  | G 2:0         | Bronze |
| René Schiekel        | Klasse bis 130 kg | Liu G.        | G 3:0    | G. Kékes      | G 2:0         | —             | —             | M. Ghaffari      | V 0:4         | —                      | —                      | —                      | —                      | —                      | —                      | —                      | —                      | S. Mureiko             | V 0:5                  | P. Poikilidis | V 0:3         | 6      |

### Rudern
| Athleten | Wettbewerb                            | Vorlauf     | Vorlauf | Vorlauf        | Hoffnungslauf | Hoffnungslauf | Hoffnungslauf  | Halbfinale  | Halbfinale | Halbfinale    | Finale      | Finale | Rang   |
| Athleten | Wettbewerb                            | Zeit        | Rang    | Qualifikation  | Zeit          | Rang          | Qualifikation  | Zeit        | Rang       | Qualifikation | Zeit        | Rang   | Rang   |
| --- | ------------------------------------- | ----------- | ------- | -------------- | ------------- | ------------- | -------------- | ----------- | ---------- | ------------- | ----------- | ------ | ------ |
| Frauen |                                       |             |         |                |               |               |                |             |            |               |             |        |        |
| Meike Evers | Einer                                 | 8:24,14 min | 5       | Hoffnungslauf  | 8:54,05 min   | 4             | C-Finale       | —           | —          | —             | 8:16,51 min | 1      | 13     |
| Kathrin Haacker Stefani Werremeier | Zweier ohne Steuermann                | 7:28,65 min | 2       | Halbfinale     | —             | —             | —              | 7:34,80 min | 3          | A-Finale      | 7:08,49 min | 4      | 4      |
| Jana Thieme Manuela Lutze | Doppelzweier                          | 7:21,13 min | 2       | Halbfinale     | —             | —             | —              | 7:19,62 min | 3          | A-Finale      | 7:04,14 min | 5      | 5      |
| Michelle Darvill Ruth Kaps | Leichtgewichts-Doppelzweier           | 7:45,52 min | 2       | Hoffnungslauf  | 7:05,29 min   | 2             | Halbfinale     | 7:19,69 min | 4          | B-Finale      | 7:04,31 min | 2      | 8      |
| Jana Sorgers Katrin Rutschow Kathrin Boron Kerstin Köppen                                                                                     | Doppelvierer                          | 6:36,00 min | 1       | A-Finale       | —             | —             | —              | —           | —          | —             | 6:27,44 min | 1      | Gold   |
| Ina Justh Antje Rehaag Kathleen Naser Andrea Gesch Dana Pyritz Micaela Schmidt Anja Pyritz Ute Schell Daniela Neunast (Stf.)                  | Achter                                | 6:33,90 min | 3       | Hoffnungslauf  | 6:09,43 min   | 4             | B-Finale       | —           | —          | —             | 6:17,73 min | 2      | 8      |
| Männer |                                       |             |         |                |               |               |                |             |            |               |             |        |        |
| Thomas Lange | Einer                                 | 7:34,52 min | 1       | Halbfinale A/B | —             | —             | —              | 7:12,30 min | 1          | A-Finale      | 6:47,72 min | 3      | Bronze |
| Matthias Ungemach Colin von Ettingshausen | Zweier ohne Steuermann                | 6:57,78 min | 4       | Hoffnungslauf  | 7:11,67 min   | 5             | C-Finale       | —           | —          | —             | 7.06,88 min | 3      | 15     |
| Sebastian Mayer Roland Opfer | Doppelzweier                          | 6:51,41 min | 2       | Hoffnungslauf  | 6:47,52 min   | 1             | Halbfinale A/B | 6:42,57 min | 3          | A-Finale      | 6:29,32 min | 6      | 6      |
| Peter Uhrig Ingo Euler | Leichtgewichts-Doppelzweier           | 6:54,82 min | 2       | Hoffnungslauf  | 6:18,11 min   | 2             | Halbfinale A/B | 6:40,14 min | 6          | B-Finale      | 6:30,43 min | 5      | 11     |
| Stefan Forster Ike Landvoigt Claas Peter Fischer Stefan Scholz                                                                                | Vierer ohne Steuermann                | 6:21,98 min | 4       | Hoffnungslauf  | 6:29,10 min   | 1             | Halbfinale     | 6:19,06 min | 6          | B-Finale      | 5:57,77 min | 3      | 9      |
| Tobias Rose Martin Weis Michael Buchheit Bernhard Stomporowski                                                                                | Leichtgewichts-Vierer ohne Steuermann | 6:22,97 min | 2       | Hoffnungslauf  | 5:58,90 min   | 1             | Halbfinale     | 6:12,73 min | 3          | A-Finale      | 6:14,79 min | 5      | 5      |
| André Steiner Andreas Hajek Stephan Volkert André Wilms                                                                                       | Doppelvierer                          | 6:06,33 min | 1       | Halbfinale     | —             | —             | —              | 5:55,10 min | 1          | A-Finale      | 5:56,93 min | 1      | Gold   |
| Frank Richter Mark Kleinschmidt Wolfram Huhn Marc Weber Detlef Kirchhoff Thorsten Streppelhoff Ulrich Viefers Roland Baar Peter Thiede (Stm.) | Achter                                | 5:46,04 min | 2       | Hoffnungslauf  | 5:30,61 min   | 1             | A-Finale       | —           | —          | —             | 5:44,58 min | 2      | Silber |

### Schießen
| Athleten             | Wettbewerb                                 | Qualifikation   | Qualifikation | Finale          | Finale        | Rang   |
| Athleten             | Wettbewerb                                 | Ringe/ Scheiben | Rang          | Ringe/ Scheiben | Rang          | Rang   |
| -------------------- | ------------------------------------------ | --------------- | ------------- | --------------- | ------------- | ------ |
| Frauen               |                                            |                 |               |                 |               |        |
| Anke Völker          | 25 m Sportpistole                          | 573             | 23            | ausgeschieden   | ausgeschieden | 23     |
| Anke Völker          | 10 m Luftpistole                           | 375             | 27            | ausgeschieden   | ausgeschieden | 27     |
| Petra Horneber       | 50 m Kleinkalibergewehr Dreistellungskampf | 579             | 9             | ausgeschieden   | ausgeschieden | 9      |
| Petra Horneber       | 10 m Luftgewehr                            | 397             | 1             | 497,4           | 2             | Silber |
| Kirsten Obel         | 50 m Kleinkalibergewehr Dreistellungskampf | 584             | 4             | 679,2           | 4             | 4      |
| Bettina Knells       | 10 m Luftgewehr                            | 386             | 36            | ausgeschieden   | ausgeschieden | 36     |
| Susanne Kiermayer    | Doppeltrap                                 | 105             | 3             | 139             | 2             | Silber |
| Männer               |                                            |                 |               |                 |               |        |
| Artur Gevorgjan      | 50 m Freie Pistole                         | 548             | 37            | ausgeschieden   | ausgeschieden | 37     |
| Artur Gevorgjan      | 10 m Luftpistole                           | 580             | 9             | ausgeschieden   | ausgeschieden | 9      |
| Hans-Jürgen Neumaier | 50 m Freie Pistole                         | 549             | 35            | ausgeschieden   | ausgeschieden | 35     |
| Hans-Jürgen Neumaier | 10 m Luftpistole                           | 580             | 9             | ausgeschieden   | ausgeschieden | 9      |
| Daniel Leonhard      | 25 m Schnellfeuerpistole                   | 586             | 6             | 683,6           | 8             | 8      |
| Ralf Schumann        | 25 m Schnellfeuerpistole                   | 596             | 1             | 698,0           | 1             | Gold   |
| Maik Eckhardt        | 50 m Kleinkalibergewehr Dreistellungskampf | 1165            | 10            | ausgeschieden   | ausgeschieden | 10     |
| Maik Eckhardt        | 10 m Luftgewehr                            | 591             | 9             | ausgeschieden   | ausgeschieden | 9      |
| Christian Klees      | 50 m Kleinkalibergewehr Dreistellungskampf | 1155            | 37            | ausgeschieden   | ausgeschieden | 37     |
| Christian Klees      | 50 m Kleinkalibergewehr liegend            | 600             | 1             | 704,8           | 1             | Gold   |
| Bernd Rücker         | 50 m Kleinkalibergewehr liegend            | 595             | 11            | ausgeschieden   | ausgeschieden | 11     |
| Michael Jakosits     | 10 m Laufende Scheibe                      | 568             | 11            | ausgeschieden   | ausgeschieden | 11     |
| Jens Zimmermann      | 10 m Laufende Scheibe                      | 574             | 7             | 672,2           | 7             | 7      |
| Johann Riederer      | 10 m Luftgewehr                            | 588             | 18            | ausgeschieden   | ausgeschieden | 18     |
| Karsten Bindrich     | Doppeltrap                                 | 133             | 15            | ausgeschieden   | ausgeschieden | 15     |
| Karsten Bindrich     | Trap                                       | 121             | 10            | ausgeschieden   | ausgeschieden | 10     |
| Waldemar Schanz      | Doppeltrap                                 | 128             | 22            | ausgeschieden   | ausgeschieden | 22     |
| Jan-Henrik Heinrich  | Skeet                                      | 118             | 26            | ausgeschieden   | ausgeschieden | 26     |
| Bernhard Hochwald    | Skeet                                      | 119             | 20            | ausgeschieden   | ausgeschieden | 20     |
| Axel Wegner          | Skeet                                      | 118             | 26            | ausgeschieden   | ausgeschieden | 26     |
| Jörg Damme           | Trap                                       | 119             | 20            | ausgeschieden   | ausgeschieden | 20     |
| Uwe Möller           | Trap                                       | 114             | 49            | ausgeschieden   | ausgeschieden | 49     |

### Schwimmen
| Athleten | Wettbewerb          | Vorlauf      | Vorlauf | A/B-Finale       | A/B-Finale       | Rang   |
| Athleten | Wettbewerb          | Zeit         | Rang    | Zeit             | Rang             | Rang   |
| --- | ------------------- | ------------ | ------- | ---------------- | ---------------- | ------ |
| Frauen |                     |              |         |                  |                  |        |
| Sandra Völker | 50 m Freistil       | 25,45 s      | 3       | 25,14 s          | 3                | Bronze |
| Sandra Völker | 100 m Freistil      | 55,55 s      | 3       | 54,88 s          | 2                | Silber |
| Simone Osygus | 50 m Freistil       | 26,00 s      | 13      | 26,16 s          | 6                | 14     |
| Franziska van Almsick | 100 m Freistil      | 55,80 s      | 4       | 55,59 s          | 5                | 5      |
| Franziska van Almsick | 200 m Freistil      | 1:59,40 min  | 1       | 1:58,57 min      | 2                | Silber |
| Dagmar Hase | 200 m Freistil      | 2:00,38 min  | 4       | 1:59,56 min      | 3                | Bronze |
| Dagmar Hase | 400 m Freistil      | 4:11,17 min  | 4       | 4:08,30 min      | 2                | Silber |
| Dagmar Hase | 800 m Freistil      | 8:33,55 min  | 2       | 8:29,91 min      | 2                | Silber |
| Kerstin Kielgaß | 400 m Freistil      | 4:08,99 min  | 1       | 4:09,83 min      | 4                | 4      |
| Kerstin Kielgaß | 800 m Freistil      | 8:36,33 min  | 3       | 8:31,06 min      | 4                | 4      |
| Anke Scholz | 100 m Rücken        | 1:03,05 min  | 10      | 1:02,85 min      | 2                | 10     |
| Anke Scholz | 200 m Rücken        | 2:12,73 min  | 3       | 2:12,90 min      | 4                | 4      |
| Antje Buschschulte | 100 m Rücken        | 1:02,68 min  | 7       | 1:02,52 min      | 6                | 6      |
| Cathleen Rund | 200 m Rücken        | 2:13,58 min  | 6       | 2:12,06 min      | 3                | Bronze |
| Cathleen Rund | 400 m Lagen         | 4:55,30 min  | 21      | ausgeschieden    | ausgeschieden    | 21     |
| Kathrin Dumitru | 100 m Brust         | 1:11,92 min  | 26      | ausgeschieden    | ausgeschieden    | 26     |
| Kathrin Dumitru | 200 m Brust         | 2:37,07 min  | 31      | ausgeschieden    | ausgeschieden    | 31     |
| Julia Voitovitsch | 100 m Schmetterling | 1:01,47 min  | 14      | 1:01,14 min      | 4                | 12     |
| Sabine Herbst | 200 m Schmetterling | 2:16,66 min  | 19      | ausgeschieden    | ausgeschieden    | 19     |
| Sabine Herbst | 200 m Lagen         | 2:18,00 min  | 16      | 2:16,68 min      | 3                | 11     |
| Sabine Herbst | 400 m Lagen         | 4:45,36 min  | 7       | 4:43,78 min      | 4                | 4      |
| Sandra Völker Simone Osygus Antje Buschschulte Franziska van Almsick Meike Freitag (Vorlauf)                                    | 4 × 100 m Freistil  | 3:44,17 min  | 4       | 3:41,48 min      | 3                | Bronze |
| Franziska van Almsick Kerstin Kielgaß Anke Scholz Dagmar Hase Simone Osygus (Vorlauf) Meike Freitag (Vorlauf)                   | 4 × 200 m Freistil  | 8:08,58 min  | 2       | 8:01,55 min      | 2                | Silber |
| Antje Buschschulte Kathrin Dumitru Franziska van Almsick Sandra Völker                                                          | 4 × 100 m Lagen     | 4:08,95 min  | 3       | 4:09,22 min      | 6                | 6      |
| Männer |                     |              |         |                  |                  |        |
| Alexander Lüderitz | 50 m Freistil       | 23,06 s      | 21      | ausgeschieden    | ausgeschieden    | 21     |
| Bengt Zikarsky | 50 m Freistil       | 22,68 s      | 9       | 22,73 s          | 2                | 10     |
| Christian Tröger | 100 m Freistil      | 50,06 s      | 9       | 49,90 s          | 2                | 10     |
| Björn Zikarsky | 100 m Freistil      | 50,38 s      | 15      | 49,91 s          | 3                | 11     |
| Aimo Heilmann | 200 m Freistil      | 1:49,57 min  | 10      | 1:48,81 min      | 1                | 9      |
| Jörg Hoffmann | 400 m Freistil      | 3:51,26 min  | 3       | 3:52,15 min      | 7                | 7      |
| Jörg Hoffmann | 1500 m Freistil     | 15:18,61 min | 5       | 15:18,86 min     | 7                | 7      |
| Sebastian Wiese | 400 m Freistil      | 3:53,55 min  | 9       | 3:52,37 min      | 2                | 10     |
| Steffen Zesner | 1500 m Freistil     | 15:21,65 min | 9       | ausgeschieden    | ausgeschieden    | 9      |
| Ralf Braun | 100 m Rücken        | 55,73 s      | 6       | 55,56 s          | 7                | 7      |
| Ralf Braun | 200 m Rücken        | 2:01,50 min  | 12      | nicht angetreten | nicht angetreten | 18     |
| Stev Theloke | 100 m Rücken        | 56,26 s      | 13      | 56,63 s          | 6                | 14     |
| Stev Theloke | 200 m Lagen         | 2:04,23 min  | 13      | 2:03,94 min      | 4                | 12     |
| Mark Warnecke | 100 m Brust         | 1:01,79 min  | 3       | 1:01,33 min      | 3                | Bronze |
| Oliver Lampe | 100 m Schmetterling | 54,56 s      | 21      | ausgeschieden    | ausgeschieden    | 21     |
| Oliver Lampe | 200 m Schmetterling | 1:59,87 min  | 10      | 2:00,08 min      | 4                | 12     |
| Chris-Carol Bremer | 200 m Schmetterling | 2:00,48 min  | 14      | 2:01,62 min      | 8                | 16     |
| Christian Keller | 200 m Lagen         | 2:03,82 min  | 12      | 2:02,90 min      | 1                | 9      |
| Christian Tröger Bengt Zikarsky Björn Zikarsky Mark Pinger Alexander Lüderitz (Vorlauf)                                         | 4 × 100 m Freistil  | 3:19,27 min  | 2       | 3:17,20 min      | 3                | Bronze |
| Aimo Heilmann Christian Keller Christian Tröger Steffen Zesner Konstantin Dubrovin (Vorlauf) Oliver Lampe (Vorlauf)             | 4 × 200 m Freistil  | 7:22,17 min  | 4       | 7:17,71 min      | 3                | Bronze |
| Ralf Braun Mark Warnecke Christian Keller Björn Zikarsky Stev Theloke (Vorlauf) Oliver Lampe (Vorlauf) Bengt Zikarsky (Vorlauf) | 4 × 100 m Lagen     | 3:41,10 min  | 3       | 3:39,64 min      | 4                | 4      |

### Segeln
| Athleten                                 | Wettbewerb | Qualifikation | Qualifikation | Medal Races                                                                    | Punkte | Rang |
| Athleten                                 | Wettbewerb | Punkte        | Rang          | Gegner                                                                         | Punkte | Rang |
| ---------------------------------------- | ---------- | ------------- | ------------- | ------------------------------------------------------------------------------ | ------ | ---- |
| Frauen                                   |            |               |               |                                                                                |        |      |
| Sibylle Powarzynski                      | Europe     | —             | —             | —                                                                              | 75     | 6    |
| Susanne Bauckholt Katrin Adlkofer        | 470        | —             | —             | —                                                                              | 49     | 5    |
| Männer                                   |            |               |               |                                                                                |        |      |
| Matthias Bornhäuser                      | Mistral    | —             | —             | —                                                                              | 60     | 10   |
| Michael Fellmann                         | Finn       | —             | —             | —                                                                              | 121    | 20   |
| Ronald Rensch Torsten Haverland          | 470        | —             | —             | —                                                                              | 104    | 12   |
| Offen                                    |            |               |               |                                                                                |        |      |
| Stefan Warkalla                          | Laser      | —             | —             | —                                                                              | 54     | 5    |
| Roland Gäbler Frank Parlow               | Tornado    | —             | —             | —                                                                              | 48     | 7    |
| Frank Butzmann Kai Falkenthal            | Star       | —             | —             | —                                                                              | 66     | 10   |
| Jochen Schümann Thomas Flach Bernd Jäkel | Soling     | 34            | 1             | Viertelfinale: Freilos Halbfinale: Großbritannien (3:0) Finale: Russland (3:0) | —      | Gold |

### Tennis
| Athleten                           | Wettbewerb | 1. Runde   | 1. Runde       | 2. Runde                 | 2. Runde      | Achtelfinale        | Achtelfinale  | Viertelfinale              | Viertelfinale | Halbfinale           | Halbfinale     | Finale / Platz 3         | Finale / Platz 3 | Rang   |
| Athleten                           | Wettbewerb | Gegner     | Ergebnis       | Gegner                   | Ergebnis      | Gegner              | Ergebnis      | Gegner                     | Ergebnis      | Gegner               | Ergebnis       | Gegner                   | Ergebnis         | Rang   |
| ---------------------------------- | ---------- | ---------- | -------------- | ------------------------ | ------------- | ------------------- | ------------- | -------------------------- | ------------- | -------------------- | -------------- | ------------------------ | ---------------- | ------ |
| Frauen                             |            |            |                |                          |               |                     |               |                            |               |                      |                |                          |                  |        |
| Anke Huber                         | Einzel     | C. Cristea | 2:6, 6:4, 6:2  | M. de Swardt             | 3:6, 6:1, 6:4 | L. Davenport        | 1:6, 6:3, 3:6 | ausgeschieden              | ausgeschieden | ausgeschieden        | ausgeschieden  | ausgeschieden            | ausgeschieden    | 9      |
| Männer                             |            |            |                |                          |               |                     |               |                            |               |                      |                |                          |                  |        |
| Marc-Kevin Goellner                | Einzel     | T. Enqvist | 64:7, 6:4, 4:6 | ausgeschieden            | ausgeschieden | ausgeschieden       | ausgeschieden | ausgeschieden              | ausgeschieden | ausgeschieden        | ausgeschieden  | ausgeschieden            | ausgeschieden    | 33     |
| David Prinosil                     | Einzel     | D. Vacek   | 4:6, 6:2, 4:6  | ausgeschieden            | ausgeschieden | ausgeschieden       | ausgeschieden | ausgeschieden              | ausgeschieden | ausgeschieden        | ausgeschieden  | ausgeschieden            | ausgeschieden    | 33     |
| Marc-Kevin Goellner David Prinosil | Doppel     | —          | —              | A. Gaudenzi / D. Nargiso | 4:6, 6:1, 7:5 | B. Black / W. Black | 6:4, 7:66     | S. Hiršzon / G. Ivanisević | 6:2, 6:3      | N. Broad / T. Henman | 6:4, 3:6, 8:10 | J. Eltingh / P. Haarhuis | 6:2, 7:5         | Bronze |

### Tischtennis
| Athleten                     | Wettbewerb | Gruppenphase                    | Gruppenphase | Gruppenphase | Gruppenphase | Achtelfinale  | Achtelfinale  | Viertelfinale          | Viertelfinale | Halbfinale      | Halbfinale    | Finale/Platz 3        | Finale/Platz 3 | Rang   |
| Athleten                     | Wettbewerb | Gegner                          | Ergebnis     | Punkte       | Rang         | Gegner        | Ergebnis      | Gegner                 | Ergebnis      | Gegner          | Ergebnis      | Gegner                | Ergebnis       | Rang   |
| ---------------------------- | ---------- | ------------------------------- | ------------ | ------------ | ------------ | ------------- | ------------- | ---------------------- | ------------- | --------------- | ------------- | --------------------- | -------------- | ------ |
| Frauen                       |            |                                 |              |              |              |               |               |                        |               |                 |               |                       |                |        |
| Olga Nemes                   | Einzel     | Chen C.-t.                      | 2:0          | 2            | 2            | ausgeschieden | ausgeschieden | ausgeschieden          | ausgeschieden | ausgeschieden   | ausgeschieden | ausgeschieden         | ausgeschieden  | 17     |
| Olga Nemes                   | Einzel     | A. Steşenko                     | 2:0          | 2            | 2            | ausgeschieden | ausgeschieden | ausgeschieden          | ausgeschieden | ausgeschieden   | ausgeschieden | ausgeschieden         | ausgeschieden  | 17     |
| Olga Nemes                   | Einzel     | Park H.-j.                      | 0:2          | 2            | 2            | ausgeschieden | ausgeschieden | ausgeschieden          | ausgeschieden | ausgeschieden   | ausgeschieden | ausgeschieden         | ausgeschieden  | 17     |
| Jie Schöpp                   | Einzel     | J. Timina                       | 2:0          | 2            | 2            | ausgeschieden | ausgeschieden | ausgeschieden          | ausgeschieden | ausgeschieden   | ausgeschieden | ausgeschieden         | ausgeschieden  | 17     |
| Jie Schöpp                   | Einzel     | F. Oshonaike                    | 2:0          | 2            | 2            | ausgeschieden | ausgeschieden | ausgeschieden          | ausgeschieden | ausgeschieden   | ausgeschieden | ausgeschieden         | ausgeschieden  | 17     |
| Jie Schöpp                   | Einzel     | Kim H.-h.                       | 0:2          | 2            | 2            | ausgeschieden | ausgeschieden | ausgeschieden          | ausgeschieden | ausgeschieden   | ausgeschieden | ausgeschieden         | ausgeschieden  | 17     |
| Nicole Struse                | Einzel     | S. Touati                       | 2:0          | 3            | 1            | Tu D. Y.      | 3:1           | Deng Y.                | 0:3           | ausgeschieden   | ausgeschieden | ausgeschieden         | ausgeschieden  | 5      |
| Nicole Struse                | Einzel     | T. Boroš                        | 2:0          | 3            | 1            | Tu D. Y.      | 3:1           | Deng Y.                | 0:3           | ausgeschieden   | ausgeschieden | ausgeschieden         | ausgeschieden  | 5      |
| Nicole Struse                | Einzel     | T. Todo                         | 2:0          | 3            | 1            | Tu D. Y.      | 3:1           | Deng Y.                | 0:3           | ausgeschieden   | ausgeschieden | ausgeschieden         | ausgeschieden  | 5      |
| Jie Schöpp Olga Nemes        | Doppel     | L. Lomas / A. Holt              | 2:0          | 2            | 2            | —             | —             | ausgeschieden          | ausgeschieden | ausgeschieden   | ausgeschieden | ausgeschieden         | ausgeschieden  | 9      |
| Jie Schöpp Olga Nemes        | Doppel     | S. Tepes / B. Rodríguez         | 2:0          | 2            | 2            | —             | —             | ausgeschieden          | ausgeschieden | ausgeschieden   | ausgeschieden | ausgeschieden         | ausgeschieden  | 9      |
| Jie Schöpp Olga Nemes        | Doppel     | Liu W. / Qiao Y.                | 1:2          | 2            | 2            | —             | —             | ausgeschieden          | ausgeschieden | ausgeschieden   | ausgeschieden | ausgeschieden         | ausgeschieden  | 9      |
| Elke Schall Nicole Struse    | Doppel     | G. Keen / M. Hooman-Kloppenburg | 2:0          | 2            | 2            | —             | —             | ausgeschieden          | ausgeschieden | ausgeschieden   | ausgeschieden | ausgeschieden         | ausgeschieden  | 9      |
| Elke Schall Nicole Struse    | Doppel     | A. Arisi / L. Negrisoli         | 2:0          | 2            | 2            | —             | —             | ausgeschieden          | ausgeschieden | ausgeschieden   | ausgeschieden | ausgeschieden         | ausgeschieden  | 9      |
| Elke Schall Nicole Struse    | Doppel     | C. Koyama / T. Todo             | 1:2          | 2            | 2            | —             | —             | ausgeschieden          | ausgeschieden | ausgeschieden   | ausgeschieden | ausgeschieden         | ausgeschieden  | 9      |
| Männer                       |            |                                 |              |              |              |               |               |                        |               |                 |               |                       |                |        |
| Peter Franz                  | Einzel     | V. Florea                       | 0:2          | 1            | 3            | ausgeschieden | ausgeschieden | ausgeschieden          | ausgeschieden | ausgeschieden   | ausgeschieden | ausgeschieden         | ausgeschieden  | 17     |
| Peter Franz                  | Einzel     | D. Al-Habashi                   | 2:0          | 1            | 3            | ausgeschieden | ausgeschieden | ausgeschieden          | ausgeschieden | ausgeschieden   | ausgeschieden | ausgeschieden         | ausgeschieden  | 17     |
| Peter Franz                  | Einzel     | J.-M. Saive                     | 0:2          | 1            | 3            | ausgeschieden | ausgeschieden | ausgeschieden          | ausgeschieden | ausgeschieden   | ausgeschieden | ausgeschieden         | ausgeschieden  | 17     |
| Jörg Roßkopf                 | Einzel     | G. Muñoz                        | 2:0          | 3            | 1            | P. Chila      | 3:0           | Kim T.-s.              | 3:2           | Liu G.          | 1:3           | P. Korbel             | 3:1            | Bronze |
| Jörg Roßkopf                 | Einzel     | Lo C. T.                        | 2:0          | 3            | 1            | P. Chila      | 3:0           | Kim T.-s.              | 3:2           | Liu G.          | 1:3           | P. Korbel             | 3:1            | Bronze |
| Jörg Roßkopf                 | Einzel     | H. Shibutani                    | 2:0          | 3            | 1            | P. Chila      | 3:0           | Kim T.-s.              | 3:2           | Liu G.          | 1:3           | P. Korbel             | 3:1            | Bronze |
| Jörg Roßkopf Steffen Fetzner | Doppel     | G. Peixoto / H. Hoyama          | 2:0          | 3            | 1            | —             | —             | D. Éloi / J.-P. Gatien | 3:0           | Lu L. / Wang T. | 0:3           | Lee C.-s. / Yoo N.-k. | 0:3            | 4      |
| Jörg Roßkopf Steffen Fetzner | Doppel     | J. Ng / J. Huang                | 2:0          | 3            | 1            | —             | —             | D. Éloi / J.-P. Gatien | 3:0           | Lu L. / Wang T. | 0:3           | Lee C.-s. / Yoo N.-k. | 0:3            | 4      |
| Jörg Roßkopf Steffen Fetzner | Doppel     | W. Schlager / K. Jindrak        | 2:0          | 3            | 1            | —             | —             | D. Éloi / J.-P. Gatien | 3:0           | Lu L. / Wang T. | 0:3           | Lee C.-s. / Yoo N.-k. | 0:3            | 4      |

### Turnen

#### Gerätturnen
| Athleten                                                                                                   | Wettbewerb           | Qualifikation | Qualifikation | Finale        | Finale        | Rang |
| Athleten                                                                                                   | Wettbewerb           | Punkte        | Rang          | Punkte        | Rang          | Rang |
| --- | -------------------- | ------------- | ------------- | ------------- | ------------- | ---- |
| Frauen |                      |               |               |               |               |      |
| Yvonne Pioch                                                                                               | Boden                | 17,100        | 92            | ausgeschieden | ausgeschieden | 92   |
| Yvonne Pioch                                                                                               | Schwebebalken        | 16,475        | 89            | ausgeschieden | ausgeschieden | 89   |
| Yvonne Pioch                                                                                               | Sprung               | 17,925        | 90            | ausgeschieden | ausgeschieden | 90   |
| Yvonne Pioch                                                                                               | Stufenbarren         | 18,187        | 78            | ausgeschieden | ausgeschieden | 78   |
| Yvonne Pioch                                                                                               | Mehrkampf Einzel     | 69,687        | 72            | ausgeschieden | ausgeschieden | 72   |
| Kathleen Stark                                                                                             | Boden                | 18,625        | 65            | ausgeschieden | ausgeschieden | 65   |
| Kathleen Stark                                                                                             | Schwebebalken        | 17,487        | 78            | ausgeschieden | ausgeschieden | 78   |
| Kathleen Stark                                                                                             | Sprung               | 18,900        | 45            | ausgeschieden | ausgeschieden | 45   |
| Kathleen Stark                                                                                             | Stufenbarren         | 18,525        | 67            | ausgeschieden | ausgeschieden | 67   |
| Kathleen Stark                                                                                             | Mehrkampf Einzel     | 73,537        | 55            | ausgeschieden | ausgeschieden | 55   |
| Männer |                      |               |               |               |               |      |
| Waleri Belenki                                                                                             | Barren               | 18,862        | 34            | ausgeschieden | ausgeschieden | 34   |
| Waleri Belenki                                                                                             | Boden                | 19,150        | 21            | ausgeschieden | ausgeschieden | 21   |
| Waleri Belenki                                                                                             | Pauschenpferd        | 18,425        | 66            | ausgeschieden | ausgeschieden | 66   |
| Waleri Belenki                                                                                             | Reck                 | 19,187        | 19            | ausgeschieden | ausgeschieden | 19   |
| Waleri Belenki                                                                                             | Ringe                | 19,137        | 15            | ausgeschieden | ausgeschieden | 15   |
| Waleri Belenki                                                                                             | Sprung               | 19,149        | 28            | ausgeschieden | ausgeschieden | 28   |
| Waleri Belenki                                                                                             | Mehrkampf Einzel     | 113,910       | 15            | 57,848        | 6             | 6    |
| Uwe Billerbeck                                                                                             | Barren               | 18,850        | 35            | ausgeschieden | ausgeschieden | 35   |
| Uwe Billerbeck                                                                                             | Boden                | 18,662        | 57            | ausgeschieden | ausgeschieden | 57   |
| Uwe Billerbeck                                                                                             | Reck                 | 18,950        | 36            | ausgeschieden | ausgeschieden | 36   |
| Uwe Billerbeck                                                                                             | Sprung               | 18,937        | 46            | ausgeschieden | ausgeschieden | 46   |
| Uwe Billerbeck                                                                                             | Mehrkampf Einzel     | 75,399        | 101           | ausgeschieden | ausgeschieden | 101  |
| Jan-Peter Nikiferow                                                                                        | Barren               | 18,375        | 64            | ausgeschieden | ausgeschieden | 64   |
| Jan-Peter Nikiferow                                                                                        | Boden                | 19,112        | 25            | ausgeschieden | ausgeschieden | 25   |
| Jan-Peter Nikiferow                                                                                        | Pauschenpferd        | 18,837        | 36            | ausgeschieden | ausgeschieden | 36   |
| Jan-Peter Nikiferow                                                                                        | Reck                 | 19,112        | 23            | ausgeschieden | ausgeschieden | 23   |
| Jan-Peter Nikiferow                                                                                        | Ringe                | 18,850        | 41            | ausgeschieden | ausgeschieden | 41   |
| Jan-Peter Nikiferow                                                                                        | Sprung               | 18,912        | 48            | ausgeschieden | ausgeschieden | 48   |
| Jan-Peter Nikiferow                                                                                        | Mehrkampf Einzel     | 113,198       | 24            | 56,824        | 23            | 23   |
| Karsten Oelsch                                                                                             | Barren               | 17,550        | 83            | ausgeschieden | ausgeschieden | 83   |
| Karsten Oelsch                                                                                             | Boden                | 9,275         | 104           | ausgeschieden | ausgeschieden | 104  |
| Karsten Oelsch                                                                                             | Pauschenpferd        | 17,225        | 84            | ausgeschieden | ausgeschieden | 84   |
| Karsten Oelsch                                                                                             | Reck                 | 19,162        | 20            | ausgeschieden | ausgeschieden | 20   |
| Karsten Oelsch                                                                                             | Ringe                | 18,662        | 57            | ausgeschieden | ausgeschieden | 57   |
| Karsten Oelsch                                                                                             | Sprung               | 18,587        | 75            | ausgeschieden | ausgeschieden | 75   |
| Karsten Oelsch                                                                                             | Mehrkampf Einzel     | 100,461       | 75            | ausgeschieden | ausgeschieden | 75   |
| Marius Tobă                                                                                                | Boden                | 9,225         | 107           | ausgeschieden | ausgeschieden | 107  |
| Marius Tobă                                                                                                | Pauschenpferd        | 16,525        | 92            | ausgeschieden | ausgeschieden | 92   |
| Marius Tobă                                                                                                | Ringe                | 19,350        | 3             | 9,737         | 7             | 7    |
| Marius Tobă                                                                                                | Mehrkampf Einzel     | 45,100        | 110           | ausgeschieden | ausgeschieden | 110  |
| Oliver Walther                                                                                             | Barren               | 18,450        | 57            | ausgeschieden | ausgeschieden | 57   |
| Oliver Walther                                                                                             | Boden                | 18,675        | 54            | ausgeschieden | ausgeschieden | 54   |
| Oliver Walther                                                                                             | Pauschenpferd        | 18,750        | 49            | ausgeschieden | ausgeschieden | 49   |
| Oliver Walther                                                                                             | Reck                 | 18,962        | 34            | ausgeschieden | ausgeschieden | 34   |
| Oliver Walther                                                                                             | Ringe                | 19,025        | 24            | ausgeschieden | ausgeschieden | 24   |
| Oliver Walther                                                                                             | Sprung               | 18,700        | 60            | ausgeschieden | ausgeschieden | 60   |
| Oliver Walther                                                                                             | Mehrkampf Einzel     | 112,562       | 32            | ausgeschieden | ausgeschieden | 41   |
| Andreas Wecker                                                                                             | Barren               | 18,950        | 27            | ausgeschieden | ausgeschieden | 27   |
| Andreas Wecker                                                                                             | Boden                | 18,975        | 32            | ausgeschieden | ausgeschieden | 32   |
| Andreas Wecker                                                                                             | Pauschenpferd        | 18,650        | 54            | ausgeschieden | ausgeschieden | 54   |
| Andreas Wecker                                                                                             | Reck                 | 19,387        | 3             | 9,850         | 1             | Gold |
| Andreas Wecker                                                                                             | Ringe                | 19,350        | 3             | 9,762         | 5             | 5    |
| Andreas Wecker                                                                                             | Sprung               | 19,162        | 25            | ausgeschieden | ausgeschieden | 25   |
| Andreas Wecker                                                                                             | Mehrkampf Einzel     | 114,474       | 9             | 57,412        | 13            | 13   |
| Valeri Belenki Uwe Billerbeck Jan-Peter Nikiferow Karsten Oelsch Marius Tobă Oliver Walther Andreas Wecker | Mehrkampf Mannschaft | —             | —             | 567,405       | 7             | 7    |

#### Rhythmische Sportgymnastik
| Athletinnen                                                                                | Wettbewerb           | Qualifikation | Qualifikation | Halbfinale | Halbfinale | Finale        | Finale        | Rang |
| Athletinnen                                                                                | Wettbewerb           | Punkte        | Rang          | Punkte     | Rang       | Punkte        | Rang          | Rang |
| ------------------------------------------------------------------------------------------ | -------------------- | ------------- | ------------- | ---------- | ---------- | ------------- | ------------- | ---- |
| Frauen                                                                                     |                      |               |               |            |            |               |               |      |
| Magdalena Brzeska                                                                          | Mehrkampf Einzel     | 37,615        | 15            | 38,232     | 10         | 38,315        | 10            | 10   |
| Kristin Sroka                                                                              | Mehrkampf Einzel     | 37,697        | 14            | 37,133     | 16         | ausgeschieden | ausgeschieden | 16   |
| Nicole Bittner Katrin Hoffmann Anne Jung Dörte Schlitz Luise Stäblein Katharina Wildermuth | Mehrkampf Mannschaft | 37,882        | 8             | —          | —          | ausgeschieden | ausgeschieden | 8    |

### Volleyball
| Wettbewerb            | Frauen |
| --------------------- | --- |
| Athleten              | Susanne Lahme Tanja Hart Constance Radfan Sylvia Roll Ute Steppin Karin Horninger Ines Pianka Christina Schultz Claudia Wilke Nancy Celis Grit Naumann Hanka Pachale |
| Trainer               | Siegfried Köhler |
| Gruppenphase          | Russland 0:3 (5:15, 10:15, 7:15) Peru 3:0 (15:11, 15:6, 15:3) Kanada 3:0 (15:5, 15:12, 15:6) Kuba 0:3 (6:15, 8:15, 4:15) Brasilien 1:3 (4:15, 15:13, 6:15, 8:15)     |
| Viertelfinale         | China 0:3 (2:15, 8:15, 8:15) |
| Platzierungsspiel 5–8 | Niederlande 2:3 (12:15, 15:9, 15:13, 9:15, 10:15) |
| Spiel um Platz 7      | Vereinigte Staaten 1:3 (16:17, 6:15, 15:5, 6:15) |
| Rang                  | 8 |

### Wasserball
| Wettbewerb             | Männer |
| ---------------------- | --- |
| Athleten               | Raúl de la Peña Ingo Borgmann Piotr Bukowski Oliver Dahler Jörg Dresel Torsten Dresel Davor Erjavec Michael Ilgner Dirk Klingenberg René Reimann Uwe Sterzik Lars Tomanek Daniel Voß |
| Trainer                | Nicolae Firoiu |
| Gruppenphase           | Spanien 3:9 Ungarn 8:9 Russland 8:10 Jugoslawien 8:9 Niederlande 9:8 |
| Platzierungsrunde 9–12 | Ukraine 10:4 Niederlande 9:6 Rumänien 10:6 |
| Rang                   | 9 |

### Wasserspringen
| Athleten        | Wettbewerb        | Vorkampf | Vorkampf | Halbfinale | Halbfinale | Finale        | Finale        | Rang   |
| Athleten        | Wettbewerb        | Punkte   | Rang     | Punkte     | Rang       | Punkte        | Rang          | Rang   |
| --------------- | ----------------- | -------- | -------- | ---------- | ---------- | ------------- | ------------- | ------ |
| Frauen          |                   |          |          |            |            |               |               |        |
| Claudia Bockner | Kunstspringen 3 m | 281,31   | 5        | 481,50     | 8          | 455,70        | 11            | 11     |
| Simona Koch     | Kunstspringen 3 m | 239,91   | 16       | 444,90     | 16         | ausgeschieden | ausgeschieden | 16     |
| Annika Walter   | Turmspringen 10 m | 298,11   | 5        | 464,25     | 5          | 479,22        | 2             | Silber |
| Ute Wetzig      | Turmspringen 10 m | 258,93   | 11       | 410,37     | 11         | 367,35        | 12            | 12     |
| Männer          |                   |          |          |            |            |               |               |        |
| Jan Hempel      | Kunstspringen 3 m | 358,26   | 13       | 578,25     | 10         | 622,32        | 7             | 7      |
| Andreas Wels    | Kunstspringen 3 m | 405,33   | 5        | 612,54     | 6          | 583,56        | 12            | 12     |
| Jan Hempel      | Turmspringen 10 m | 394,17   | 7        | 591,39     | 5          | 663,27        | 2             | Silber |
| Michael Kühne   | Turmspringen 10 m | 375,27   | 11       | 544,38     | 11         | 583,98        | 8             | 8      |